# Gautama Buddha
Siddhārtha Gautama, meglio conosciuto come Buddha (in sanscrito सिद्धार्थ गौतमा; pāli, Siddhattha Gotama; Lumbini, 566 a.C. – Kushinagar, 486 a.C.), è stato un monaco, filosofo, mistico e asceta indiano dai cui insegnamenti ha anche preso vita il Buddismo, una delle più importanti figure spirituali e religiose dell'Asia e del mondo.

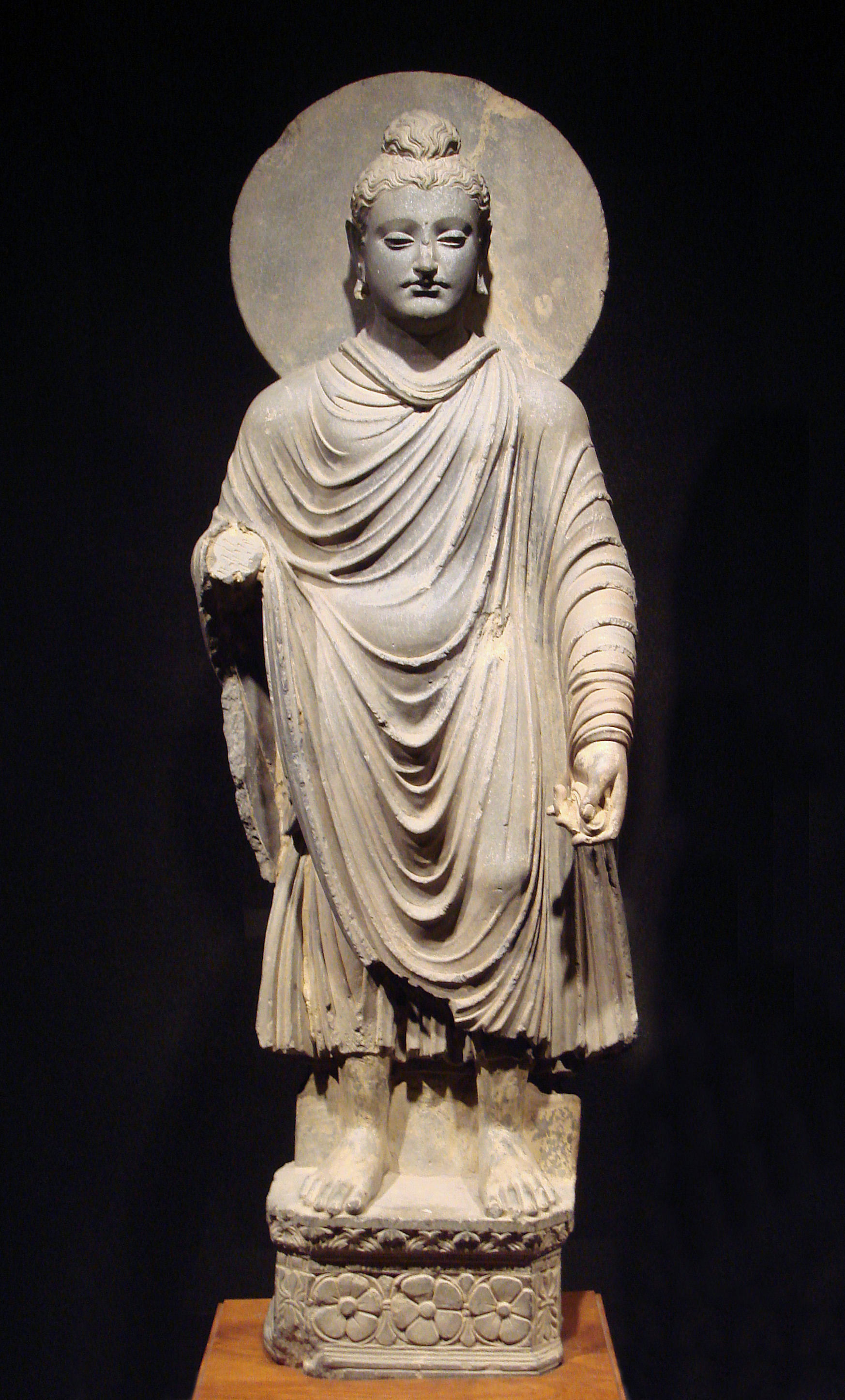
Statua di Gautama Buddha secondo l'arte del Gandhāra (I/II secolo d.C.), conservata presso il Museo nazionale di Tokyo.

L'esistenza di Gautama è collocata tradizionalmente tra il 566 a.C. e il 486 a.C., ma, data la contraddittorietà delle fonti, studi recenti la pongono due secoli più tardi. Egli proveniva da una famiglia ricca e nobile del clan degli Śākya, da cui anche l'appellativo Śākyamuni (l'asceta o il saggio della famiglia Śākya).

## Un solo Gautama Buddha, diversi nomi
Il termine sanscrito e pāli, Buddha indica, nel contesto religioso e culturale indiano, "colui che si è risvegliato" o "colui che ha raggiunto l'illuminazione".
Altri appellativi con cui viene spesso indicato Gautama Buddha sono i termini sanscriti:
- Tathāgata: "Il Così Andato" o "Il Così Venuto", epiteto con cui Gautama Buddha indica sé stesso nei suoi sermoni, uguale alla forma pāli che compare di frequente nel canone pāli;
- Śākyamuni: "Il saggio dei Śākya" (riferito al clan a cui apparteneva Gautama Buddha), utilizzato soprattutto nella letteratura del Buddismo Mahāyāna (Sakyamuni nel canone pāli);
- Sugata: "Il Bene Andato", utilizzato soprattutto nell'ambito delle scritture del Buddismo Vajrayāna ma frequente anche nel canone pāli;
- Bhagavān: "Signore", "Venerabile", "Illustre", Beato, Sublime, Perfetto. Dal sostantivo sanscrito bhaga, "ricchezza", "fortuna". Nella letteratura buddista indica il Buddha.
- Bodhisattva: "colui che sta percorrendo la via per diventare un buddha", o "colui che cerca di conseguire il 'Risveglio'" o "colui la cui mente (sattva) è fissa sulla bodhi", usato per indicare Gautama prima del conseguimento della condizione di Buddha.
- Nella letteratura di scuola Theravāda viene indicato con il nome pāli di Gotama Buddha.

## La vita di Gautama Buddha secondo le tradizioni buddiste

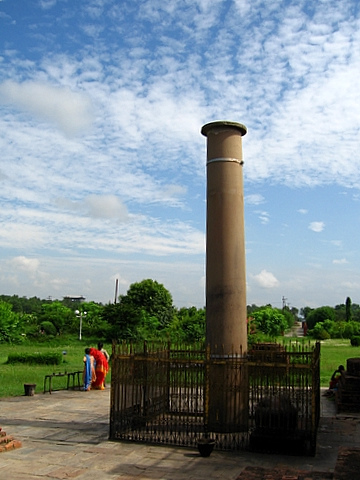
La stele di Ashoka posta a Lumbinī nel luogo della nascita del Buddha.

### Vite anteriori del Buddha
Nella tradizione buddista la vita di Gautama sarebbe stata preceduta da innumerevoli altre rinascite. In una prospettiva buddista tali rinascite non coincidono con il concetto di metempsicosi, o trasmigrazione di un'anima individuale, in quanto il concetto di sé permanente (ātman) è esplicitamente negato con la dottrina dell'anātman. Non sono forme di reincarnazione, ma scandite dalla successione di vite legate fra loro dalla trasmissione degli effetti del karma.
Queste Jātaka («vite anteriori»), che nella tradizione fanno parte integrante della vita di Gautama, furono incluse nel canone buddista e sono formate da 547 racconti edificanti in cui compaiono animali, dèi, e uomini delle più diverse estrazioni sociali e castali.

### Fonti
Sulla vita di Gautama Buddha esistono numerose tradizioni canoniche. La più antica biografia autonoma di Gautama Buddha ancora oggi disponibile è il Mahāvastu, un'opera della scuola Lokottaravāda del Buddismo dei Nikāya risalente agli inizi della nostra Era, redatta in sanscrito ibrido.
Esistono anche il Lalitavistara, il Buddhacarita di Aśvaghoṣa e l'Abhiniṣkramaṇasūtra. Di quest'ultimo sutra, dal titolo in lingua cinese 佛本行集經 Fó běnxíng jí jīng, sono disponibili ben cinque versioni nel Canone cinese, conservate nel Běnyuánbù.
Più tarda (IV, V secolo d.C.) è la raccolta biografica, sempre autonoma, contenuta nel Mūla-sarvāstivāda-vinaya-vibhaṅga. Episodi della sua vita non come biografie autonome si conservano anche nelle raccolte dei suoi discorsi riportati negli Āgama-Nikāya.
Secondo Erich Frauwallner tutto questo materiale biografico, autonomo o inserito nelle raccolte dei sermoni di Gautama Buddha, farebbe parte di una prima biografia composta un secolo dopo la sua morte, e inserita come introduzione allo Skandhaka, a sua volta un testo del Vinaya. Di diverso avviso sono altri studiosi come Étienne Lamotte e André Bareau per i quali invece le biografie di Gautama Buddha hanno subìto una graduale evoluzione partendo proprio dalle narrazioni episodiche contenute negli Āgama-Nikāya e nei Vinaya per poi evolversi nelle raccolte autonome come il Mahāvastu.

### Nascita
Nel complesso queste biografie tradizionali narrano della sua nascita avvenuta nel Nepal meridionale, a Lumbini (non distante da Kapilavastu), e raccolgono numerosi racconti e leggende che hanno l'obiettivo di evidenziare la straordinarietà dell'avvenimento: miracoli che ne annunciano il concepimento, chiari segnali che il bimbo che stava per venire al mondo sarebbe stato un Buddha.
La sua famiglia di origine (Śākya significa "potenti") si dice fosse ricca: una stirpe guerriera che dominava il paese e che aveva come capostipite leggendario il re Ikṣvāku.
Il padre di Siddartha, il rāja Suddhodana, regnava su uno dei numerosi stati in cui era politicamente divisa l'India del nord. La madre di nome Māyā (o Mahāmāyā) è descritta di grande bellezza.
Suddhodana e Māyā erano sposati da molti anni e non avevano avuto figli. Nel Buddhacarita si racconta che Mahāmāyā sognò che un elefante bianco le penetrò nel corpo senza alcun dolore e ricevette nel grembo, "senza alcuna impurità", Siddharta che fu partorito nel bosco di Lumbinī, dove il figlio le nacque da un fianco senza alcun dolore. Siddharta, sempre secondo il racconto del Buddhacarita, nacque pienamente cosciente e con un corpo perfetto e luminoso e dopo sette passi pronunciò le seguenti parole:
(Aśvaghoṣa. Buddhacarita, canto I, 15)
Sempre secondo il Buddhacarita (canto I) dopo la nascita di Siddartha furono invitati a corte brahmani e asceti per una cerimonia di buon auspicio. Durante questa cerimonia si racconta che il vecchio saggio Asita trasse, com'era consuetudine, l'oroscopo del nuovo nato e riferì ai genitori dell'eccezionale qualità del neonato e la straordinarietà del suo destino: tra le lacrime, spiegò che egli sarebbe infatti dovuto diventare o un Monarca universale (Chakravartin, sans., Cakkavattin, pāli), oppure un asceta rinunciante destinato a conseguire il risveglio, che avrebbe scoperto la Via che conduce al di là della morte, ossia un Buddha. Alla richiesta di spiegazioni sulla ragione delle sue lacrime, il vecchio saggio spiegò che erano dovute sia alla gioia d'aver scoperto un tale essere al mondo, sia alla tristezza che gli derivava il constatare che la sua età troppo avanzata non gli avrebbe permesso di ascoltare e di beneficiare degli insegnamenti di un tale essere realizzato. Si fece pertanto giurare dal nipote Nālaka che lui avrebbe seguito il Maestro una volta che fosse cresciuto e che ne avrebbe imparato e messo in pratica gli insegnamenti.
Il padre rimase turbato dalla possibilità che il figlio lo abbandonasse, privandolo della legittima successione al trono, e organizzò tutto quanto potesse impedire l'evento premonito. La madre Māyā morì a soli sette giorni dal parto e il bimbo venne quindi allevato dalla seconda moglie del re Suddhodana, Pajāpatī, una sorella minore della defunta Māyā, nel più grande sfarzo. Figlio, quindi, di un rāja, cioè di un capo eletto dai maggiorenti cui era affidata la responsabilità del governo, ricevette il nome di Siddharta (="quegli che ha raggiunto lo scopo") Gautama ("l'appartenente al ramo Gotra degli Śākya").
Siddharta mostrò una precoce tendenza contemplativa, mentre il padre l'avrebbe voluto guerriero e sovrano anziché monaco. Il principe si sposò giovane, all'età di sedici anni, con la cugina Bhaddakaccānā, nota anche con il nome di Yashodharā, con la quale ebbe, tredici anni più tardi un figlio, Rāhula. Nonostante però fosse stato allevato in mezzo alle comodità e al lusso principesco e fatto partecipare alla vita di corte in qualità di erede al trono, la profezia del saggio Asita puntualmente s'avverò.

#### Genealogia
```
rāja
 ??? 
Śākya

├─ 
rāja
 
Sihahanu
 
Śākya

│  @ 
rājñī
 
Kaccanā

│  └─ 
rāja
 
Suddhodana
 
Śākya
 (*
Kapilavastu
 / +
Kapilavastu
)
│     @1 
rājñī
 
Māyā
 (
Mahāmāyā
) (*
Devdaha
, 
617 a.C.
 / +
Kapilavastu
, 
566 a.C.
), figlia di 
Anjana
 
Śākya
, 
rāja
 di 
│     
Devdaha
, & di 
rājñī
 
Yasodharā

│     └─ 
Siddhārtha Gautama
 
Śākyamuni
 
Buddha
 (*
Lumbinī
, 
566 a.C.
 / +
Kuśināgara
, 
486 a.C.
)
│        @(
550
) 
Yashodharā
 (
Bhaddakaccānā
) (*
566 a.C.
 / +
488 a.C.
), figlia di 
Daṇḍapāni
 (
Suppabuddha
), 
rāja
 dei 
Koliyā
, & di 
rājñī
 
│        
Pamitā
 
Śākya

│        └─ 
Rāhula
 
Śākya
 (*
Kapilavastu
, 
534 a.C.
)
│     @2 
rājñī
 
Mahāprajāpatī Gautamī
 (
Pajāpatī
), figlia di 
Anjana
 
Śākya
, 
rāja
 di 
Devdaha
, & di 
rājñī
 
Yasodharā

│     ├─ 
Saundarananda-Mahakavya
 
Śākya
 (Nanda il Bello)
│     └─ 
Sundarī Nandā
 
Śākya

├─ 
Anjana
 
Śākya
, 
rāja
 di 
Devdaha

│  @ 
rājñī
 
Yasodharā

│  ├─ 
Daṇḍapāni
 (
Suppabuddha
), 
rāja
 dei 
Koliyā
 
[vedi sopra]

│  ├─ 
rājñī
 
Māyā
 (
Mahāmāyā
) 
Śākya
 (*
Devdaha
, 
617 a.C.
 / +
Kapilavastu
, 
566 a.C.
) 
[vedi sopra]

│  └─ 
rājñī
 
Mahāprajāpatī Gautamī
 
Śākya
 (
Pajāpatī
) 
[vedi sopra]

└─ 
rājñī
 
Pamitā
 
Śākya
 
[vedi sopra]

   @ 
Daṇḍapāni
 (
Suppabuddha
), 
rāja
 dei 
Koliyā
 
[vedi sopra]

   ├─ 
Yashodharā
 (
Bhaddakaccānā
) (*
566 a.C.
 / +
488 a.C.
) 
[vedi sopra]

   └─ 
Devadatta
```

### Fuga

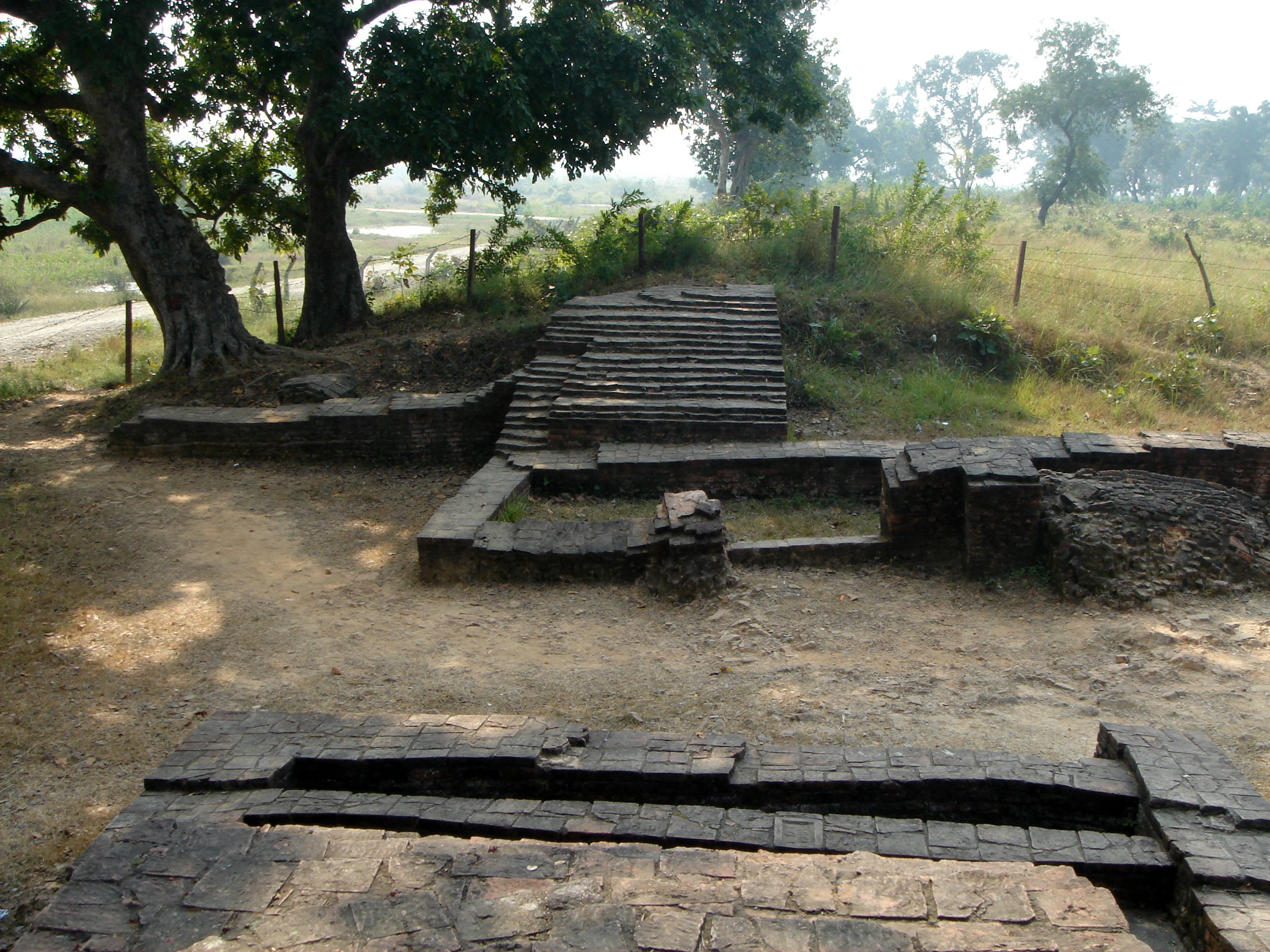
I resti della Porta Orientale di Kapilavastu, da cui si suppone Gautama sia uscito, abbandonando la vita di agi palatini.

A 29 anni, ignaro della realtà che si presentava fuori della reggia, uscito dal palazzo reale paterno per vedere la realtà del mondo, testimoniò la crudeltà della vita in un modo che lo lasciò attonito. Incontrando un vecchio, un malato e un morto (altre fonti narrano di un funerale), comprese improvvisamente che la sofferenza accomuna tutta l'umanità e che le ricchezze, la cultura, l'eroismo, tutto quanto gli avevano insegnato a corte erano valori effimeri. Capì che la sua era una prigione dorata e cominciò interiormente a rifiutarne agi e ricchezze.
Poco dopo essersi imbattuto in un monaco mendicante, calmo e sereno, decise di rinunciare alla famiglia, alla ricchezza, alla gloria ed al potere per cercare la liberazione. Secondo il Buddhacarita (canto V), una notte, mentre la reggia era avvolta nel silenzio e tutti dormivano, complice il fedele auriga Chandaka, montò sul suo cavallo Kanthaka e abbandonò la famiglia ed il reame per darsi alla vita ascetica. Secondo un'altra tradizione comunicò la propria decisione ai genitori e, nonostante le loro suppliche e lamenti, si rasò il capo e il volto, smise i suoi ricchi abiti e lasciò la casa. Fece voto di povertà e compì un percorso tormentato d'introspezione critica. La tradizione vuole ch'egli abbia intrapreso la ricerca dell'illuminazione a 29 anni (536 a.C.).

### Pratica della meditazione

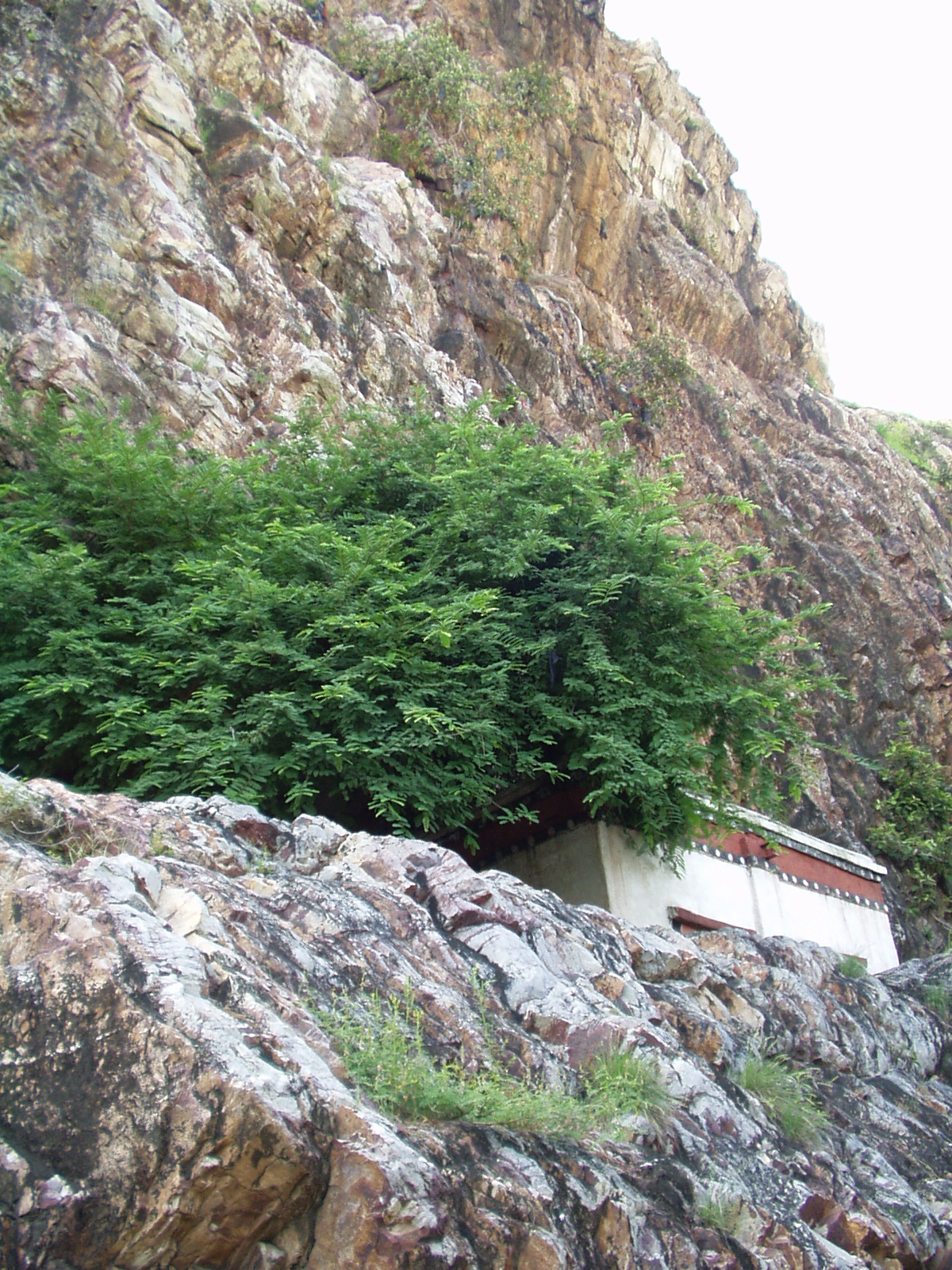
L'ingresso della grotta sul monte Pragbodhi in cui Gautama praticò la vita ascetica prima dell'Illuminazione

Dopo la fuga dalla società, abhiniṣkramaṇa, Gautama si diresse dall'asceta Āḷāra Kālāma che soggiornava nella regione del Kosala. Lì si esercitò sotto la sua guida nella meditazione e nell'ascesi, per conseguire la ākiñcaññayatana, la "sfera di nullità" che per Āḷāra Kālāma coincideva col fine ultimo della liberazione, mokṣa.
Insoddisfatto del conseguimento, Gautama si spostò quindi verso la capitale del regno Magadha per seguire gli insegnamenti di Uddaka Rāmaputta. Per questi la liberazione era conseguibile attraverso la meditazione che, esercitata tramite le quattro jhāna, portava alla sfera del nevasaññānāsaññāyatana, la sfera della né percezione né non-percezione.
Pur avendo raggiunto la meta indicata dal maestro, Gautama non si ritenne soddisfatto e decise di lasciarlo per stabilirsi presso il piccolo villaggio di Uruvelā, dove il fiume Nerañjarā (l'odierno Nīlājanā) confluisce nel Mohanā per formare il fiume Phalgu, a pochi chilometri dall'odierna Bodh Gaya. Qui trascorse gli ultimi anni prima dell'illuminazione, insieme a cinque discepoli di famiglia brahmanica: i venerabili Añña Kondañña, Bhaddiya, Vappa, Mahānāma e Assaji di cui era divenuto a sua volta maestro spirituale. Le pratiche ascetiche, dietetiche e meditative che sviluppò in questo periodo non sono note, anche se la tradizione successiva le descrive particolarmente austere.
Ad un certo punto anche questa strada si dimostrò priva di sbocchi e, comprendendo l'inutilità delle pratiche ascetiche estreme e dell'automacerazione, tornò a una dieta normale accettando una tazza di riso bollito nel latte offertagli da una ragazza di nome Sujatā. Ciò gli costò la perdita dell'ammirazione dei suoi discepoli, che videro nel suo gesto un segno di debolezza e lo abbandonarono. Desideroso di conoscere le cause della miseria presente nel mondo, Gautama capì che la conoscenza salvifica poteva essere trovata solo nella meditazione di profonda visione e che questa poteva essere sostenuta solo se il corpo fosse stato in buone condizioni, non spossato da fame, sete e sofferenze autoinflitte.

### Illuminazione

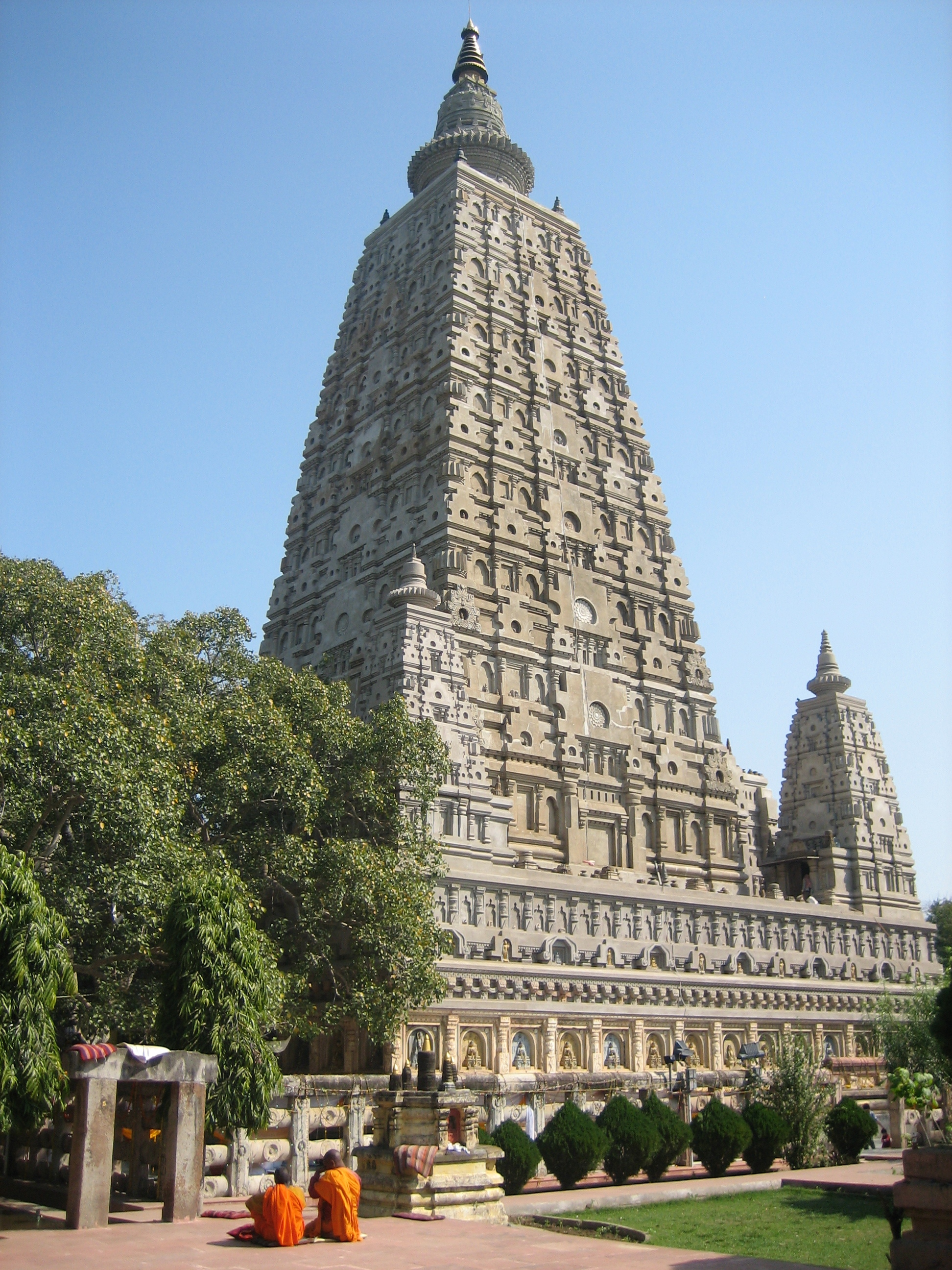
Il Tempio Mahabodhi, nel luogo dell'Illuminazione del Buddha

A 35 anni, nel 530 a.C., dopo sette settimane di profondo raccoglimento ininterrotto, in una notte di luna piena del mese di maggio, seduto sotto un albero di fico a Bodh Gaya a gambe incrociate nella posizione del loto, a lui si spalancò l'illuminazione perfetta: egli meditò una notte intera fino a raggiungere il Nirvāṇa.
Il Buddha conseguì, con la meditazione, livelli sempre maggiori di consapevolezza: afferrò la conoscenza delle Quattro nobili verità e dell'Ottuplice sentiero e visse a quel punto la Grande Illuminazione, che lo liberò per sempre dal ciclo della rinascita (da non confondersi con la dottrina induista della reincarnazione, che fu esplicitamente rigettata con la dottrina del "non Sé", anātman).

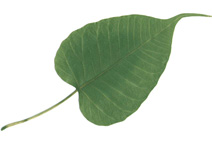
Foglia dell'albero di pippal, o Ficus religiosa

La prima settimana dopo l'illuminazione Gautama Buddha rimase in meditazione sotto la Ficus religiosa. Altre tre settimane le passò meditando sotto tre altri alberi: la prima sotto un ajapāla (Ficus benghalensis o Ficus indica), la seconda sotto un mucalinda (sanscrito: mucilinda; Barringtonia acutangula), la terza sotto un rājāyatana (Buchanania latifolia).

Sotto l'ajapāla fu raggiunto da un brāhmaṇa che lo interrogò sulla natura dell'essere brāhmaṇa, e la risposta fu che tale è chi ha sradicato il male e parla in accordo con il Dharma, smentendo così implicitamente che fosse dovuto a una condizione dettata dalla nascita e dall'appartenenza di casta.

Durante la meditazione sotto il mucalinda si sviluppò un temporale che durò sette giorni, ma uno spirito-serpente del luogo, un nāga, protesse il Buddha dalla pioggia e dal freddo.

Sotto il rājāyatana il Buddha sperimentò la gioia della liberazione dalle rinascite. In quella circostanza gli fecero visita due mercanti, Tapussa e Bhallika, che gli offrirono dei dolci al miele e presero rifugio nel Buddha e nel suo Dharma, divenendo così i primi upāsaka, seguaci laici.
Nella settimana seguente il Buddha tornò a meditare sotto l'ajapāla, e si interrogò se dovesse diffondere la dottrina o se dovesse mantenerla solo per sé, essendo "difficile da comprendere, al di là della ragione, comprensibile solo ai saggi". Brahmā, il "Signore del Mondo", giunse di fronte al Buddha e inginocchiatosi lo implorò di diffondere la sua dottrina "per aprire i cancelli dell'immortalità" e permettere al mondo di udire il Dharma.
Avendo dunque il Buddha deciso di diffondere la sua dottrina, senza alcuna distinzione, dopo aver escluso i suoi precedenti maestri, Āḷāra Kālāma e Uddaka Rāmaputta, in quanto conscio della loro già avvenuta morte, decise di recarsi dapprima a Sārnāth, nei pressi di Varanasi (Benares) dai suoi primi cinque discepoli, i pañcavaggiyā.

Nei pressi di Sārnāth si imbatté nell'asceta Upaka, della scuola degli Ājīvika, deterministi che non accettavano l'idea di una causa né nella possibilità di modificare il destino. Interrogato su di chi fosse seguace, il Buddha rispose di non aver più maestri e di essere perfettamente illuminato "quanti hanno vinto l'illusione sono come me vittoriosi. Ho vinto quanto è male e così, Upaka, sono il vittorioso". Upaka ribatté "può darsi" e se ne andò.

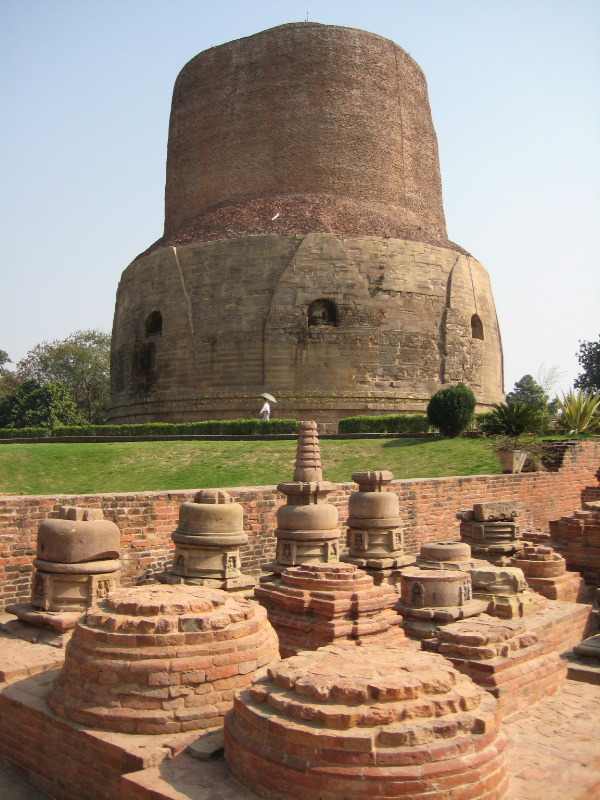
Lo stupa Dhamekh, nel luogo della proclamazione del primo sūtra

### Messa in moto della Ruota del Dharma
Il Buddha giunse infine a Sārnāth, nel Parco delle Gazzelle, dove trovò i pañcavaggiyā, che avevano intenzione di ignorarlo. Ma il suo aspetto radioso e completamente rilassato li vinse immediatamente. Alla notizia che aveva conseguito il Perfetto Risveglio lo accolsero come maestro e gli chiesero di condividere quanto aveva scoperto.
Le parole che pronunciò allora si sono conservate nel primo breve sūtra, il Dhammacakkappavattana-vagga Sutta (La messa in moto della Ruota della Dottrina), che si apre con la condanna delle due vie estreme: l'estremismo connesso alla mera appagazione dei sensi, volgare e dannoso, e l'estremismo connesso all'automortificazione, doloroso, volgare e dannoso.
Quella del Buddha si presenta invece come una "Via di mezzo [...] apportatrice di chiara visione e di conoscenza" che "conduce alla calma, alla conoscenza trascendente, al risveglio, al nibbāna"
Quindi il Buddha analizza il contenuto della "via di mezzo", illustrando l'Ottuplice Sentiero, la base del comportamento etico quale causa necessaria per il conseguimento del risveglio. Ma, procedendo a ritroso, il Buddha spiega il motivo per cui questo Sentiero apporta l'approdo alla sponda opposta al Saṃsāra: questo è dettato dalle Quattro nobili verità.
La prima delle Quattro verità è quella del dolore "l'unione con quel che non si ama è dolore, la separazione da quel che si ama è dolore, il non ottenere ciò che si desidera è dolore". Quindi la combinazione dell'impermanenza dell'esistente e l'attaccamento è la causa del dolore, la seconda verità. Questa sarebbe poi stata ampiamente discussa e analizzata dal Buddha nel corso di tutta la sua predicazione, fino a trovarne la formalizzazione nella paṭicca samuppāda, la catena della coproduzione condizionata, in cui ogni causa ha un effetto, una spirale apparentemente invincibile.
Ma la distruzione della schiavitù del dolore è possibile, la terza verità: la liberazione è possibile. E come è il tema della quarta verità, che rimanda al Ottuplice Sentiero da cui si era partiti.
Il Buddha quindi proclama che ciascuna di queste verità è stata da lui riconosciuta, compresa e visualizzata, e questo triplice momento della quadripartizione della verità lo ha portato al "supremo perfetto risveglio"
A questo punto Añña Kondañña divenne Arhat ed esclamò: "tutto quello che nasce è destinato a perire!" e gli dei ctoni e di tutti i paradisi gridarono di gioia, il sistema dei diecimila mondi ebbe un sussulto e apparve un grandioso splendore: la ruota del Dharma era stata avviata.
Añña Kondañña divenne primo Bhikkhu a essere ordinato, con la celebre esclamazione del Buddha "Ehi Bhikkhu!" ("Vieni monaco!") che diverrà la formula tradizionale di ordinazione buddista, e dando così origine al Saṅgha.
La predicazione del Buddha segnò sotto molti aspetti un punto di radicale rottura con la dottrina del Brahmanesimo (che poi prese la forma di Induismo) e dell'ortodossia religiosa indiana dell'epoca. Infatti, in maniera non dissimile da quello del fondatore del Giainismo, Mahāvīra, il suo insegnamento non riconosceva il predominio della casta brahmanica sull'ufficio della religione e la conoscenza della verità, bensì a tutte le creature che vi aspirino praticando il Dharma.

### Predicazione ed insegnamento
Negli anni successivi al nirvana, il Buddha si spostò lungo la pianura gangetica predicando ai laici, accogliendo nuovi monaci e fondando comunità monastiche che accoglievano chiunque, indipendentemente dalla condizione sociale e dalla casta di appartenenza, fondando infine il primo ordine monastico mendicante femminile della storia. A condizione che l'adepto accettasse le regole della nuova dottrina, ognuno era ammesso nel sangha.

#### Scansione dei Vassa
A causa dell'assenza di una tradizione storiografica e cronologica in India, la scansione dei suoi spostamenti non fu registrata che molti secoli dopo gli eventi, e anche questa in maniera frammentaria nei vari sutra e nei Vinaya delle varie tradizioni. Tra i testi più interessanti per la cronologia spiccano due testi tradotti in cinese, il Badalingta Minghao jing (T.32:773b) e il Sengqieluocha suoqi jing (T. 4:144b), e un testo tibetano, il Chos-ḥbyung di Bu-ston. Nella tradizione birmana si riscontrano altre cronologie. Dalla comparazione di queste fonti, scandite per anno di vita del Buddha, si enumerano i luoghi in cui passò il Vassa, o periodo monsonico dedicato alla sosta in un medesimo posto che è norma del sangha. Nonostante le tradizioni così diverse, spazialmente e temporalmente, si ottiene un quadro notevolmente uniforme per localizzazione geografica della vita del Buddha.
| Vassa       | Età   | Sengqieluocha jing                   | Trad. Birmana                                               | Badalingta minghao jing              | Trad. Tibetana                       |
| ----------- | ----- | ------------------------------------ | ----------------------------------------------------------- | ------------------------------------ | ------------------------------------ |
| I           | 36    | Vārānasī                             | Parco dei Cervi a Sarnath, Vārānasī)                        | Parco dei Cervi a Sarnath, Vārānasī) | Parco dei Cervi a Sarnath, Vārānasī) |
| II          | 37    | Picco dell'Avvoltoio a Rajgir        | Bosco di Bambù a Rajgir                                     | Rajgir                               | Rajgir                               |
| III         | 38    | Picco dell'Avvoltoio a Rajgir        | Bosco di Bambù a Rajgir                                     | Rajgir                               | Rajgir                               |
| IV          | 39    | Picco dell'Avvoltoio a Rajgir        | Bosco di Bambù a Rajgir                                     | Rajgir                               | Rajgir                               |
| V           | 40    | Vaiśālī                              | Mahāvana                                                    | Vaiśālī                              | Vaiśālī                              |
| VI          | 41    | Monte Maṅkula                        | Monte Maṅkula                                               | Makkhali (?)                         | Paṇḍubhūmi                           |
| VII         | 42    | Paradiso Tuṣita                      | Paradiso Tuṣita                                             | Paradiso Tuṣita                      | Paradiso Tuṣita                      |
| VIII        | 43    | Regno degli Yakkha                   | Bosco di Tesakala                                           | Bosco di Bimbisāra                   | Balaghna                             |
| IX          | 44    | Kauśambī                             | Kauśambī                                                    | Kauśambī                             | Kauśambī                             |
| X           | 45    | Cetiapabbata                         | Palelayaka                                                  | Ratnagiri                            |                                      |
| XI          | 46    | Regno degli Yakkha                   | Monastero Deckinagiri                                       | Bosco di Bimbisāra                   | Balaghna                             |
| XII         | 47    | Magadha                              | Satiabia                                                    | Verañjā                              | Balaghna                             |
| XIII        | 48    | Regno degli Yakkha                   | Monastero vicino a Tsalia                                   | Bosco di Bimbisāra                   | Balaghna                             |
| XIV         | 49    | Giardino di Anāthapiṇḍika a Śrāvastī | Bosco di Jetavana, nel giardino di Anāthapiṇḍika a Śrāvastī | Śrāvastī                             | Śrāvastī                             |
| XV          | 50    | Kapilavastu                          | Kapilavastu                                                 | Kapilavastu                          | Kapilavastu                          |
| XVI         | 51    | Kapilavastu                          | Alawee                                                      | Mahāvana                             | una foresta                          |
| XVII        | 52    | Rajgir                               | Bosco di Bambù a Rajgir                                     | Rajgir                               | Rajgir                               |
| XVIII       | 53    | Rajgir                               | Monastero presso Tsalia                                     | Bosco di Bimbisāra                   | Balaghna                             |
| XIX         | 54    | Monte Cālikā                         | Śrāvastī                                                    | Monte Cālikā (?)                     | Indraçailaguhā                       |
| XX          | 55    | Rajgir                               | Śrāvastī                                                    | Rajgir                               | Rajgir                               |
| XXI - XXIV  | 56-59 | Monte Cālikā                         |                                                             | Monte Cālikā (?)                     | Indraçailaguhā                       |
| XXV - XLIII | 60-78 | Śrāvastī                             |                                                             | Śrāvastī                             | Śrāvastī                             |
| XLIV        | 79    | Śrāvastī                             | Bosco di Jetavana, nel giardino di Anāthapiṇḍika a Śrāvastī | Śrāvastī                             | Śrāvastī                             |
| XLV         | 80    |                                      | Veṇuvana                                                    | Veṇuvana                             | Bosco di Bambù                       |

#### Le prime conversioni

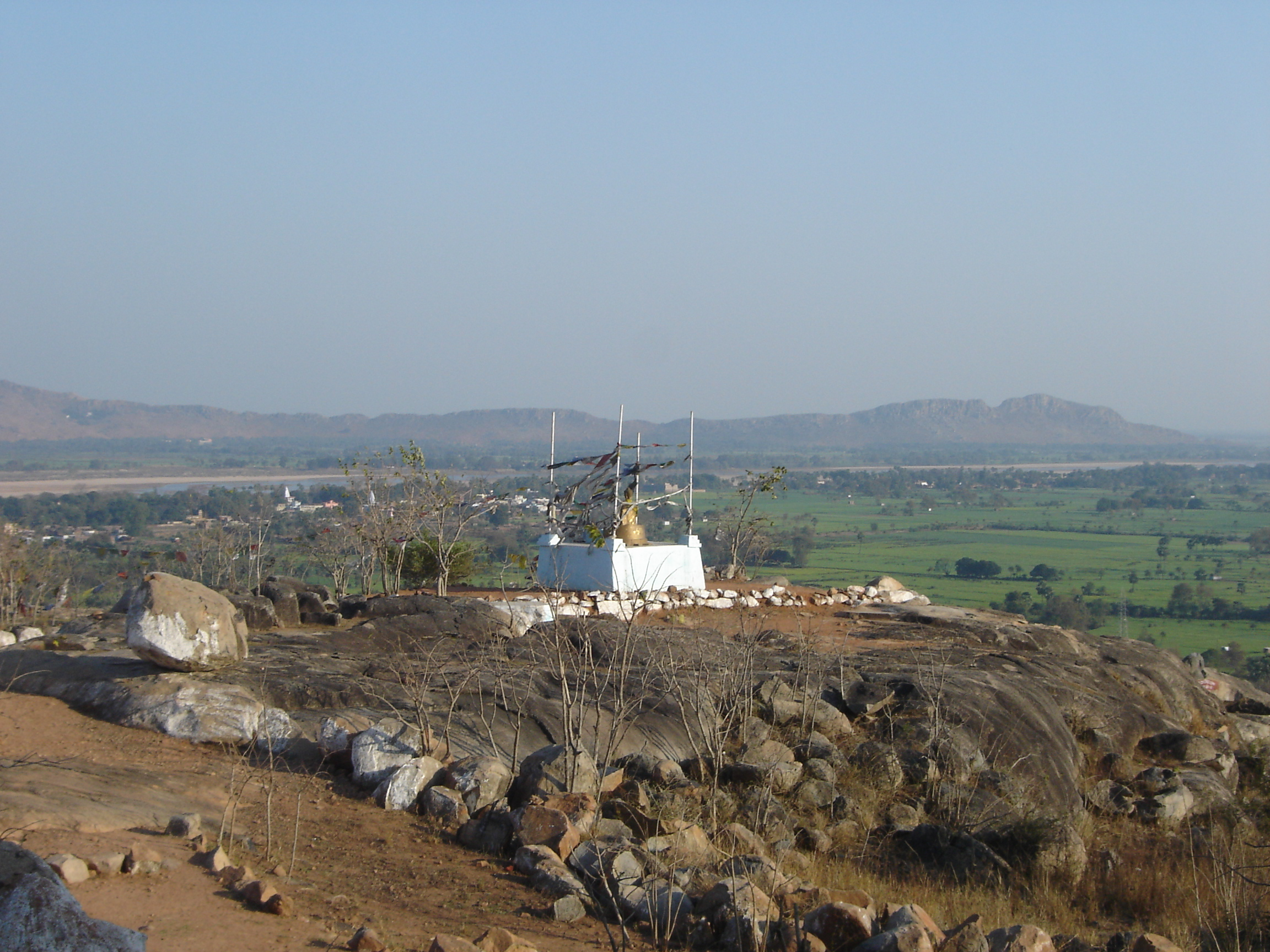
Il monte Gayāsīsa dove il Buddha predicò il sutra del Fuoco

Dopo la conversione dei pañcavaggiyā a Sārnāth, Gautama convertì Yasa, figlio di un ricco mercante di Vārāṇasī. Fu il primo non asceta ad entrare nella comunità monastica, presto seguito dai suoi amici, Vimala, Subāhu, Puṇṇaji e Gavaṃpati, figli di altre facoltose famiglie mercantili. Quindi i genitori di Yasa divennero i primi laici a essere riconosciuti come tali e a prendere rifugio nei Tre Gioielli, e di lì seguirono altre decine di conversioni e numerosi giovani di Vārāṇasī entrarono nel Sangha. A questo punto, un anno dopo, il Buddha si diresse nuovamente al luogo dove aveva conseguito l'illuminazione.

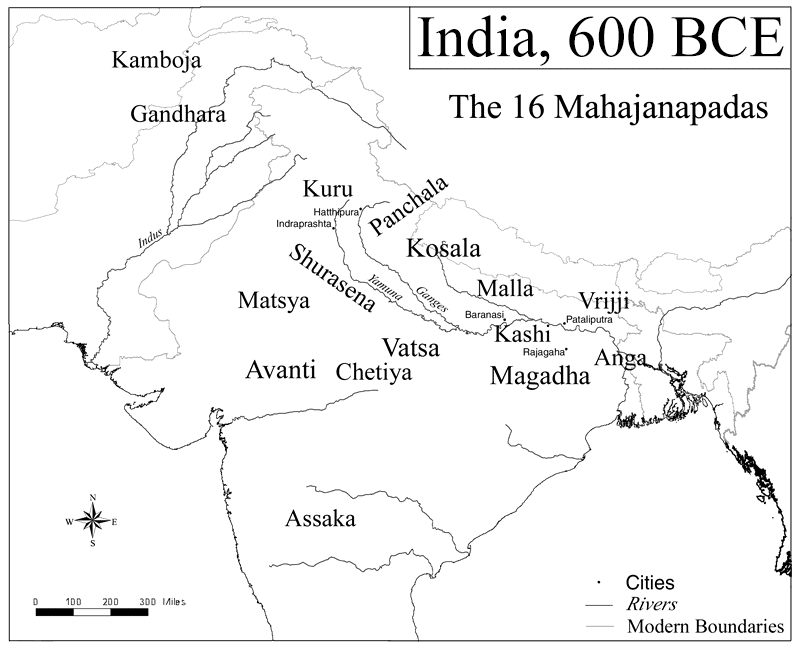
La suddivisione politica dell'India ai tempi del Buddha

Nella zona dell'attuale Bodh Gaya a quel tempo vi predicavano tre fratelli: Uruvela Kassapa, Nadī Kassapa e Gayā Kassapa, dediti al culto del fuoco (è ipotizzabile fosse un culto vedico, dedicato ad Agni, o locale e post-vedico). Dopo averli superati nelle arti magiche che praticavano, li convertì assieme a un migliaio dei loro seguaci. Quindi, andato il Buddha con tutti questi nuovi membri del sangha, verso la capitale Rajgir, espose sul monte Gayāsīsa il Sūtra del Fuoco. "Monaci! Tutto è in fiamme!" esordì, e proseguì elencando gli organi di senso in fiamme, fiamme che si estendono alle funzioni mentali, le sensazioni che provano dovute alle percezioni e individuando la causa nell'avidità, nell'odio e nell'illusione (i tre veleni). Solo con la liberazione da questi veleni i discepoli si sarebbero potuti liberare e sconfiggere la morte.
L'arrivo del Buddha nella capitale del regno Magadha provocò un'ondata di conversioni, compresa quella del sovrano Bimbisāra, allora a capo del più potente stato dell'India settentrionale. Questi, in segno di devozione, regalò al Buddha il monastero di Veṇuvana, sito nel Bosco di Bambù poco oltre la porta settentrionale della capitale Rajgir. In questo periodo si colloca anche la conversione, grazie ad Assaji, di Sāriputta e Moggallāna, che diverranno i due discepoli principali del Buddha.

#### A Kapilavatthu e nel Kosala

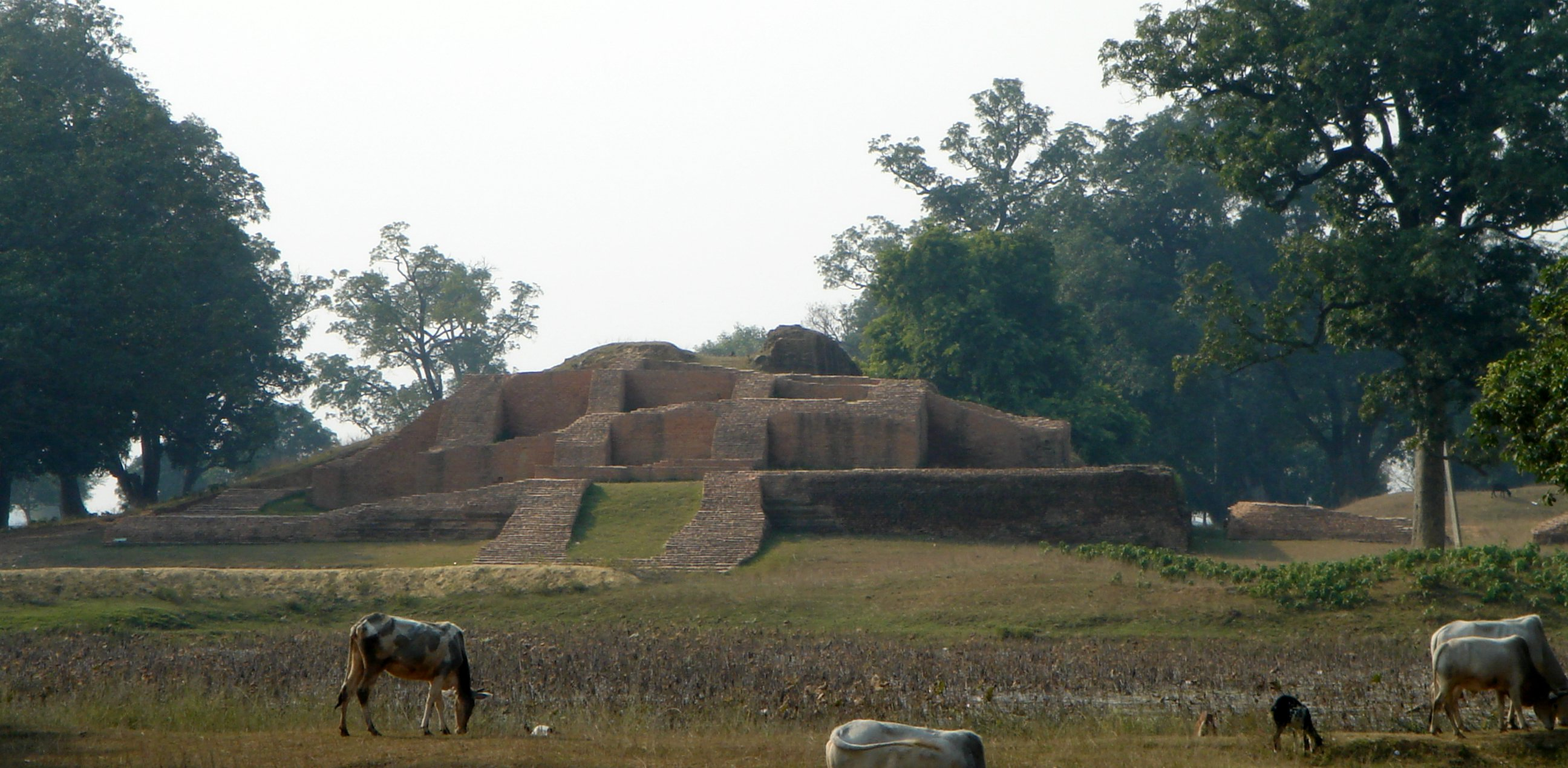
Il monastero Nigrodharama dove il Buddha soggiornava a Kapilavatthu

Dopo aver completato la permanenza a Rajgir con la conversione, nei pressi di Gaya, di Mahā-Kassapa (destinato a diventare un famoso discepolo), il Buddha si diresse a Kapilavatthu, la capitale dei Sakya, sua terra natale.
Lì, dopo aver chiesto cibo in elemosina casa per casa, fu fatto accedere alla sala del congresso della nobiltà Sakya per tenere un sermone. Quindi il Buddha fece visita a suo padre Suddhodana e a sua moglie Yasodharā, convertendoli. Ordinò quindi suo fratellastro Nanda e suo figlio Rāhula.

Le conversioni compresero sia appartenenti alla nobiltà Sakya che membri delle caste più infime, come il caso del barbiere Upāli. Fu in questa occasione che divenne norma che l'ordine di rispetto tra i monaci dovesse essere basato esclusivamente sull'anzianità calcolata dal giorno della presa dei voti, tanto che i giovani nobili Sakya chiesero di essere ordinati immediatamente dopo Upāli per doverlo omaggiare e sconfiggere così la loro superbia. Tra i convertiti che espressero questa scelta anche Ānanda, il cugino del Buddha, e Devadatta.

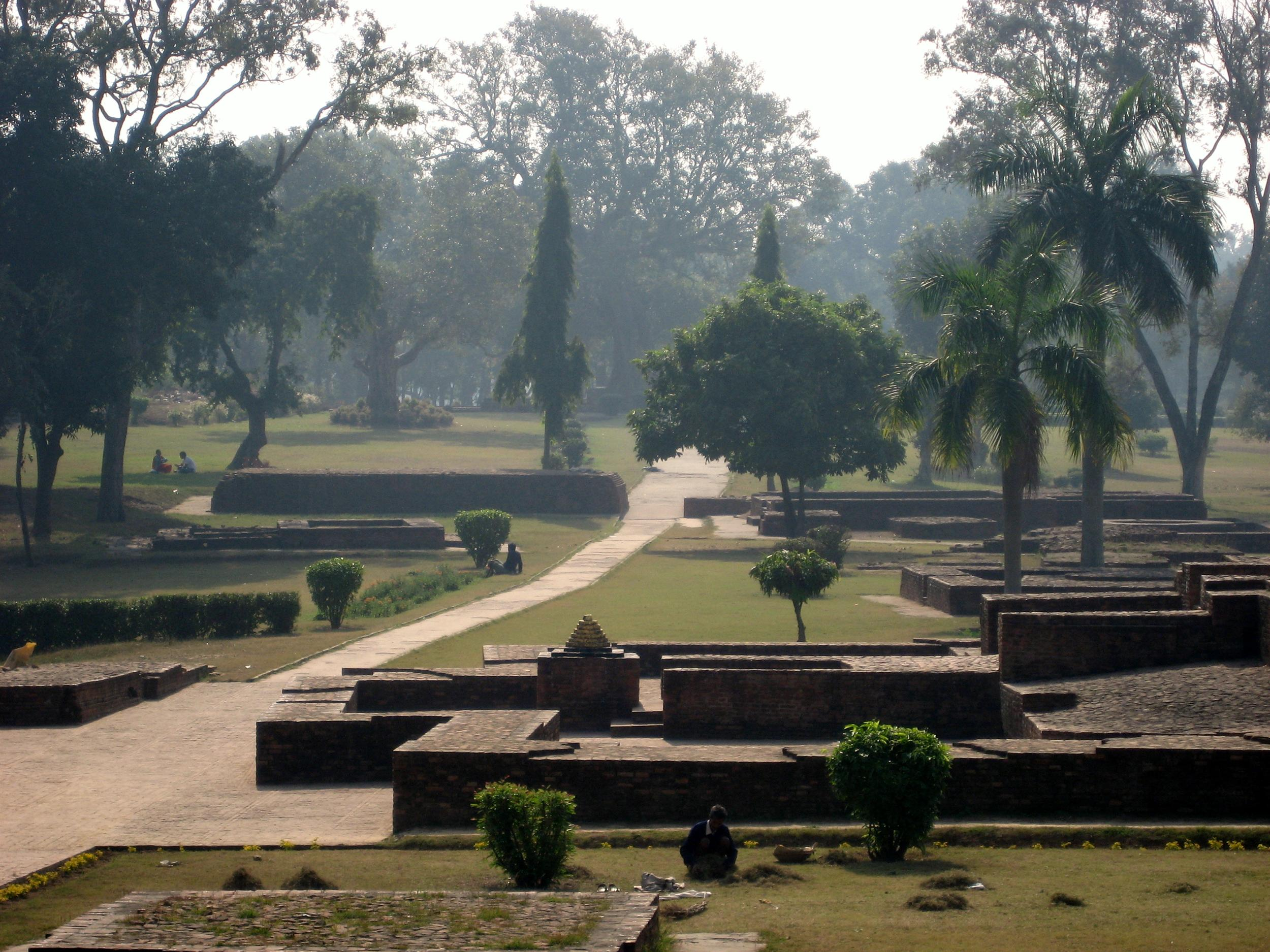
Il monastero Jetavana

Lasciata la sua terra natale, la repubblica nobiliare dei Sakya, il Buddha si diresse nel Kosala, il regno che deteneva l'egemonia su Kapilavatthu. Il Kosala a quei tempi era retto dal re Prasenadi (sanscrito: Prasenajit), con cui il Buddha ebbe numerosi incontri cordiali.
Nella capitale del Kosala, Sāvatthī (sanscrito: Śrāvastī), il facoltoso mercante Sudatta Anāthapiṇḍika (precedentemente convertito a Rajgir) comprò da Jeta, un principe figlio di Prasenadi, un grande appezzamento di terreno nella periferia meridionale della città; donato al sangha, divenne uno dei principali luoghi di sosta del Buddha e grande centro di diffusione del Dharma, noto come il monastero Jetavana (il "Parco di Jeta").
In questo luogo il Buddha visitò il monaco Pūtigatta Tissa, seriamente ammalato, lo lavò e se ne prese cura fino alla sua morte. Qui esortò i monaci a prendersi cura reciprocamente: non avendo più famiglia né mezzi, avendo reciso i legami con il mondo, avrebbero dovuto aver cura l'uno dell'altro.
In un altro sutra che tratta della stessa vicenda il Buddha esplicita:
Gli elenchi dei convertiti nel Kosala mostrano come l'origine castale dei monaci e dei laici fosse in prevalenza brahmanica e mercantile (come Subhūti), con minoranze tra la casta guerriera, cui apparteneva lo stesso Buddha, e le classi inferiori.

#### A Rajgir

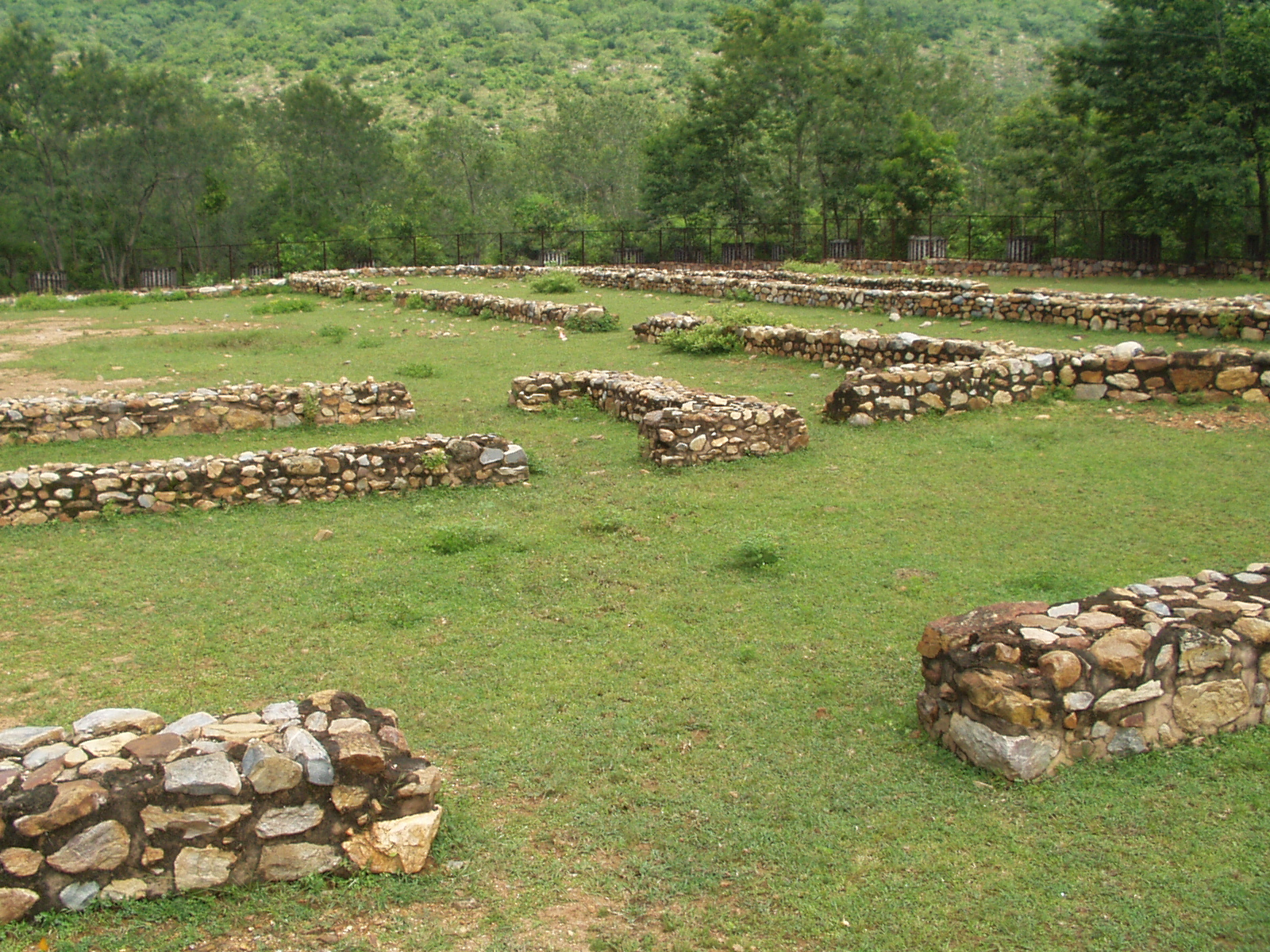
Resti del Jivakarama Vihara a Rajgir

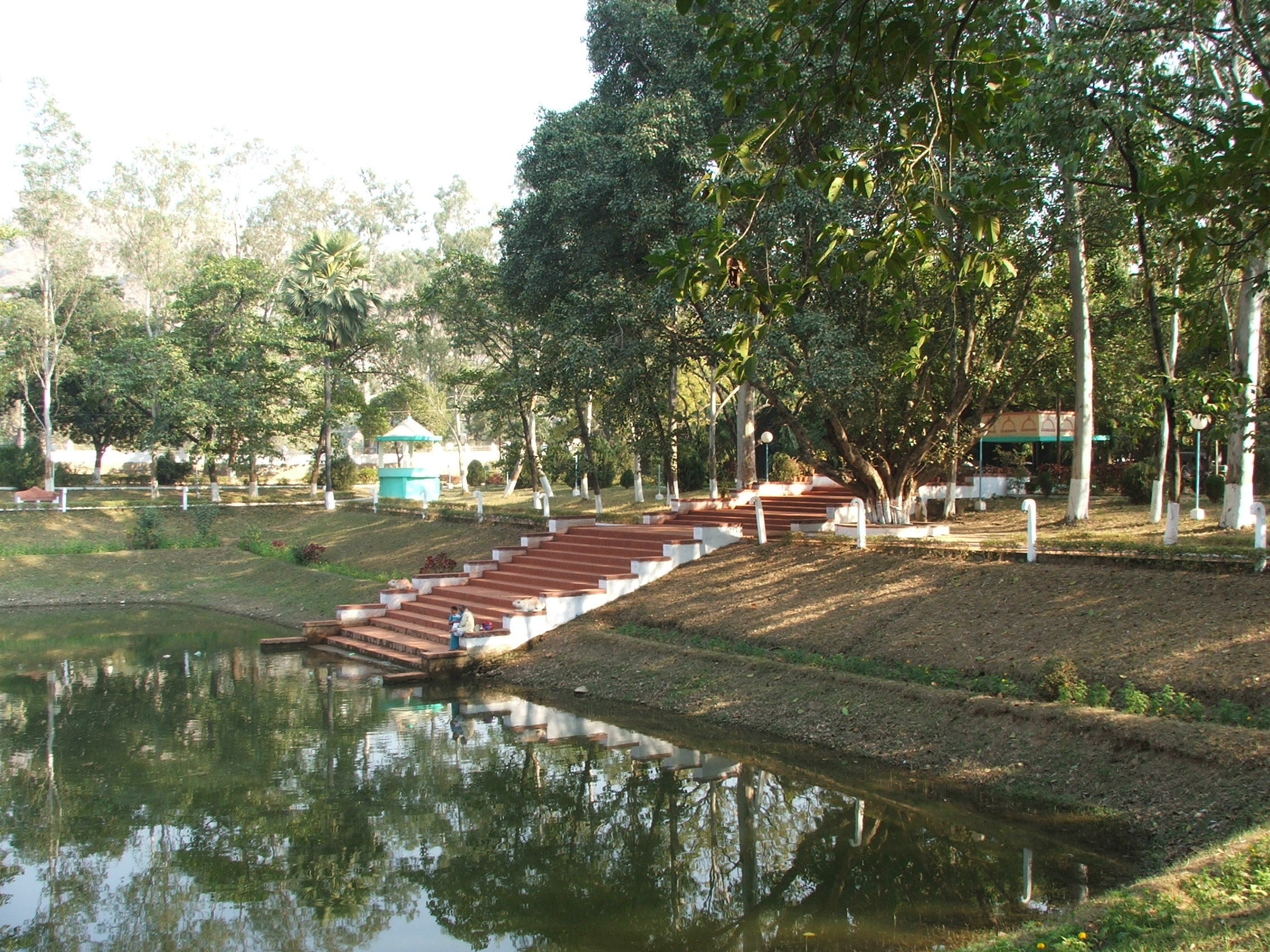
Luogo dove sorgeva il monastero Venuvana

A Rajgir, nella capitale del Magadha, oltre al monastero di Venuvana fuori dalla porta settentrionale concesso dal sovrano Bimbisāra, il saṅgha ebbe in dono il monastero di Jīvakarana, nei pressi del "Boschetto di Manghi" (Ambavana), dono di Jīvaka Komārabhacca, medico personale del sovrano, che desiderava che il Buddha soggiornasse più vicino alla sua dimora.
Fu in quella sede che il Buddha espose il Jīvaka Sutta, in cui si fa divieto ai monaci di mangiare carne se hanno conoscenza che l'animale sia stato ucciso solo per essere dato loro in pasto, e parimenti fa divieto ai laici di uccidere animali con lo scopo di nutrire i monaci.
Non lontano da Rajgir, a Gayāsīsa, soggiornava il monaco Devadatta, che godeva dei favori del figlio del re Bimbisāra, Ajātasattu. In presenza di monaci, laici e del sovrano di Rajgir, Devadatta chiese al Buddha, ormai in età avanzata, di prendere il controllo del Sangha. Tra le riforme che avrebbe voluto introdurre tutte volgevano ad una maggiore austerità: obbligo di dimora nelle foreste; vestirsi solo di abiti trovati nelle discariche; non accettare inviti a pranzo dai laici; astenersi dalla carne anche se offerta. Il Buddha rifiutò di nominarlo a capo della comunità monastica.
Devadatta, intravedendo nella fedeltà di Bimbisāra al Buddha l'ostacolo principale nella sua ascesa, convinse il principe Ajātasattu a perpetrare un colpo di Stato. In seguito Bimbisāra fu imprigionato e lasciato morire di fame, nonostante questi avesse volontariamente abdicato in favore del figlio.

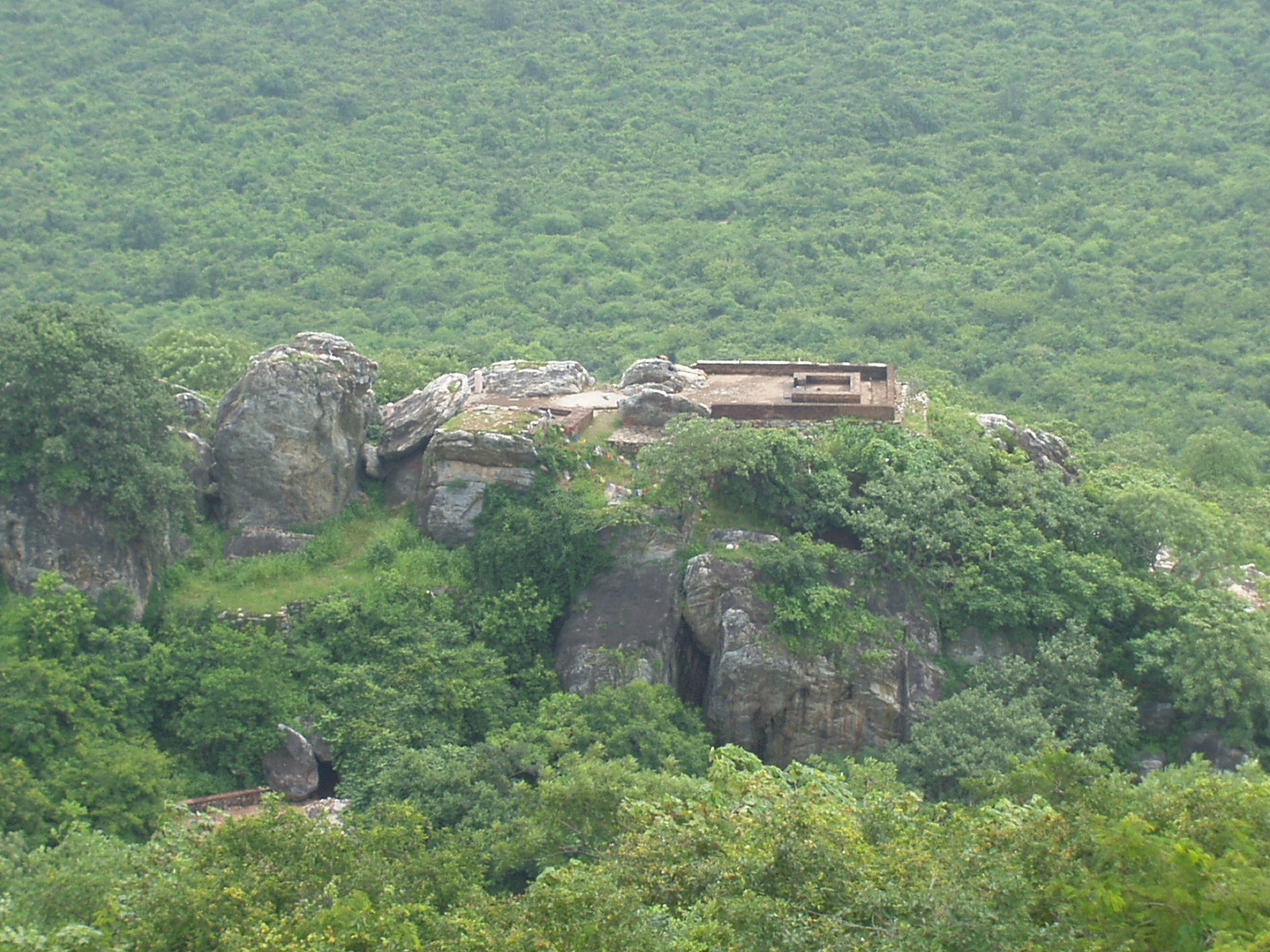
Il Picco dell'Avvoltoio, Gijjhakūta

Ottenuto l'appoggio del nuovo sovrano, Devadatta tentò di assassinare il Buddha con l'aiuto di alcuni arcieri di Ajātasattu, che si rifiutarono. Quindi Devadatta stesso provò l'omicidio: prima lanciando un masso dal Gijjhakūta, il "Picco dell'Avvoltoio" (le ferite riportate dal Buddha furono alleviate dai trattamenti medici di Jīvaka Komārabhacca), quindi ubriacando un elefante reale (Nalāgiri) che avrebbe dovuto schiacciare il Buddha, che invece lo affrontò, placandolo. Il Buddha, tornato la sera al monastero Venuvana, raccontò la storia Cullahamsa Jātaka in onore della fedeltà di Ānanda.
Ajātasattu, pieno di rimorsi, smise di sostenere Devadatta e chiese perdono al Buddha, che lo accolse tra i fedeli laici.
Devadatta, avendo perso l'appoggio regale e conscio dell'impossibilità di controllare il sangha, decise per lo scisma, seguito dai monaci Kokālika, Samuddadatta, Katamorakatissa e Khandadeviyāputta, oltre a qualche centinaio di discepoli favorevoli a una regola monastica più austera. Il Buddha non vietò maggiore austerità, ma ritenne che dovesse applicarsi solo su base volontaria, non come regola.
Il Buddha quindi inviò Sāriputta e Moggallāna presso Devadatta. Questi gli lasciarono credere che avessero abbandonato il Buddha, e non appena ebbero l'attenzione di tutti i suoi seguaci li convinsero della necessità di interrompere lo scisma e rientrare nel sangha. Una volta rimasto solo Devadatta vomitò sangue. Dopo nove mesi Devadatta si mise in cammino per incontrarsi con il Buddha, ma il terreno si aprì e sprofondò nell'inferno Avīci.

### Ilparinirvāṇadel Buddha
Dopo aver passato l'ultimo vassa nel monastero di Venuvana il Buddha si recò nuovamente a Rajgir. Lì il sovrano Ajātashatru, per mezzo del suo ministro Varśakāra, gli chiese un vaticinio per la sua progettata guerra contro la repubblica dei Vriji. Il Buddha rispose che, finché questi fossero stati rispettosi della tradizione assembleare e il popolo contento, non sarebbero stati vinti. Quindi, salito sul Picco dell'Avvoltoio, il Buddha predicò ai monaci le 49 regole monastiche che avrebbero dovuto seguire per mantenere in vita il sangha.
Salutato dalla nobiltà del Magadha e dal ministro Varśakāra, il Buddha e i monaci si diressero quindi verso i territori dei Lichchavi più a settentrione, predicando nei vari villaggi in cui facevano sosta. Giunti a Pātaligrāma il Buddha pensò che:

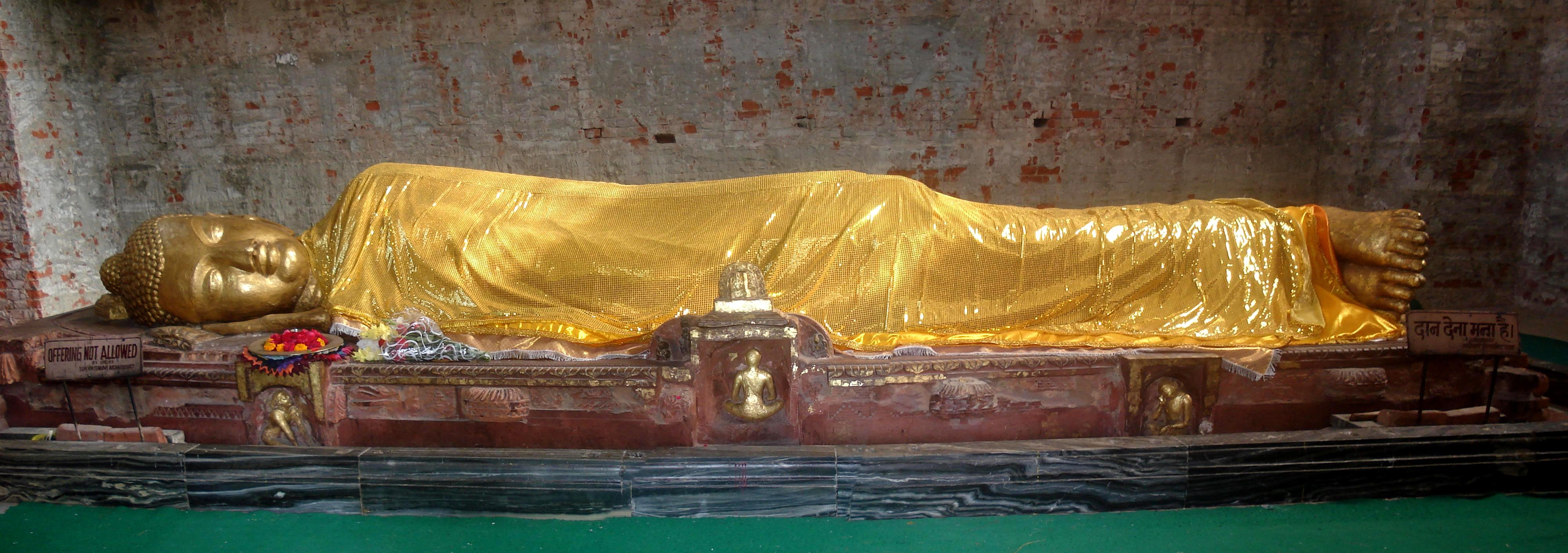
Statua nel tempio del Mahaparinirvana a Kuśināgara

Quindi tutti i monaci si ritrovarono sulla sponda settentrionale del Gange, a Koṭigrāma. Lì malattie e carestie infuriavano e, polemicamente, fu chiesto al Buddha come mai anche dieci suoi fedeli laici fossero morti. Il Buddha preconizzò che quella sarebbe stata la loro ultima esistenza e di altri trecento predisse solo altre sette rinascite prima di giungere alla perfezione.
Giunto nei pressi di Vaiśālī fu invitato a pranzo dalla cortigiana Amarpālī, assieme a tutti i monaci, rifiutando un analogo invito dei nobili Lichchavi, che avevano rivolto l'invito solo successivamente.
Il Buddha decise di soggiornare nei pressi di Vaiśālī ma, per non pesare troppo sulla popolazione locale oppressa dalla carestia, diede ordine ai monaci di disperdersi in tutte le direzioni, mantenendo accanto a sé solo Ānanda. Lì il Buddha annunciò ad Ānanda che entro tre mesi sarebbe entrato nel parinirvāṇa. Diede inoltre ordine ad Ānanda di ricordare tutti i suoi discorsi, in modo da ripeterli poi qualora dei monaci li avessero dimenticati. Ripreso quindi a vagare nella pianura del Gange il Buddha tenne numerosi discorsi ricapitolando tutti i temi principali della sua dottrina.
Giunto a Pāvā fu invitato a pranzo da un certo Cunda, lì tenne un discorso sui monaci, alcuni dei quali "sono malvagi come le erbacce in un campo" e ammonendo a non considerare la veste, ma il cuore retto come segno di eccellenza.
Lasciata la casa di Cunda e diretto a Kuśināgara il Buddha si sentì male e, sedutosi, chiese ad Ānanda di procurargli dell'acqua. Passò quindi un nobile, Pukkusa, che donò un tessuto giallo affinché il Buddha potesse coricarvisi. Quindi disse ad Ānanda che fu il cibo di Cunda a condurlo alla fine, e che l'indomani sarebbe dovuto andare a ritrovarlo per ringraziarlo e che non piangesse per questo, ma che se ne rallegrasse.
Giunse allora il monaco Kapphina che chiese al Buddha di rimandare la sua estinzione, al che il Buddha rispose che:
Nel frattempo giunsero monaci e laici da Kuśināgara, avvertiti da Ānanda che entro la mezzanotte il Buddha sarebbe entrato nella totale estinzione. Chiesero quali fossero le ultime volontà in merito alle spoglie. Il Buddha, dopo aver risposto, chiese ai monaci se vi fossero ancora dei dubbi in merito alla dottrina, dicendo che era la loro ultima occasione per poterli dissipare. I monaci risposero che non vi erano punti oscuri e che tutto era a loro chiaro.
Secondo la tradizione, Siddharta Gautama morì a Kuśināgara, in India, a ottant'anni, nel 486 a.C. circondato dai suoi discepoli, tra i quali l'affezionato attendente prediletto Ānanda, al quale lasciò le sue ultime disposizioni. Tradizionalmente si riportano le sue ultime parole:
Quindi il Buddha si stese vòlto a settentrione, reclinato sul fianco destro, e spirò.

#### La cremazione

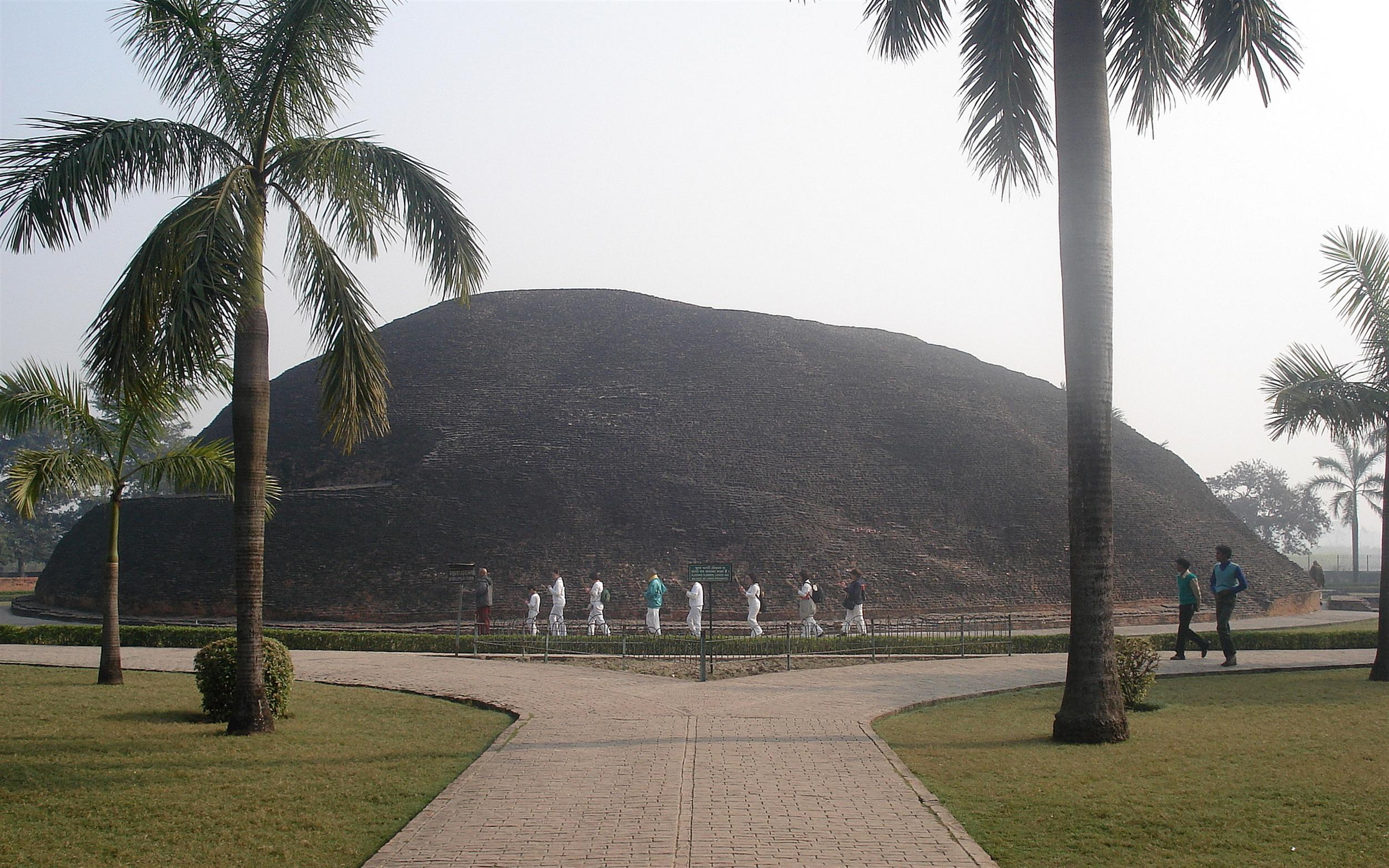
Lo stupa Ramabhar, dove fu cremato il Buddha

La descrizione dei riti funerari, sarīrapūjā, che accompagnarono la cremazione di Gautama Buddha sono strettamente correlati con la successiva venerazione per le reliquie, sarīra (sanscrito: śarīrāḥ), e vanno intese come rappresentazione del valore che queste hanno in ambito buddista. Si assiste anche a uno slittamento semantico dal corpo fisico di Gautama alla rappresentazione dello stato di buddhità fornito dalle sarīra.
Il clan dei Malla di Kuśināgara approntò un funerale degno di un sovrano universale: il corpo fu avvolto in cinquecento pezze di cotone e immerso in una vasca di ferro (taila-droṇī) piena d'olio. Quindi, con l'accompagnamento di una folla che portava ghirlande di fiori, ballava e suonava, il corpo attraversò la città. Passarono sette giorni prima che si approntasse la pira funeraria. Questo diede tempo a Mahākassapa, il più autorevole dei monaci dopo la morte, avvenuta poco prima, di Sāriputta e Mahāmoggallāna, di giungere a Kuśināgara e prendere parte ai riti funebri.
Ānanda, dopo essere stato per tutta la vita l'attendente del Buddha Gautama, si fece carico anche di tutta l'organizzazione delle cerimonie inerenti al suo corpo. Il giorno della cremazione, nell'ultimo saluto, diede la precedenza alle donne Malla di Kuśināgara: furono loro le prime a circumambulare Gautama, lanciare fiori e bagnare di pianto i suoi piedi. Quindi, contrariamente alle prescrizioni brahmaniche, il corpo fu portato in processione dentro la città (da Ānanda, il re di Malla, Śakra e Brahmā).
La pira fu accesa da Mahakassapa, con un simbolismo inverso, dato che usualmente in India i sannyasin non vengono cremati ma rilasciati nei fiumi. È vestito come un principe, quando fu proprio l'abbandono della sua veste principesca che aveva marcato l'origine della ricerca spirituale che lo aveva portato a divenire un Buddha.

Una volta estinto il fuoco furono raccolte le sarīra e conservate in una scatola d'oro al centro Kuśināgara.
La notizia della scomparsa del Buddha e della permanenza delle sarīra attirò una intensa competizione per impossessarsene: oltre ai Malla di Kuśināgara le reclamarono anche i Malla di Pāvā, il re Ajātashatru del Magadha, i Bulaka di Calakalpa, i Krauḍya di Rāmagrāma, i brahmini di Viṣṇudvīpa, i Lichchavi di Vaiśālī e i Śākya di Kapilavastu. Le richieste furono sottolineate dall'invio di eserciti a Kuśināgara.
Il Brahmano Droṇa fu scelto come arbitro: divise le sarīra in otto parti per gli otto pretendenti, per sé tenne l'urna (kumbha) con cui aveva eseguito la partizione, le ceneri della pira andarono al brahmano Pippalāyana, giunto dopo la cremazione. Una volta distribuite le sarīra ciascuna parte costruì un grande stūpa per venerarle. Lì rimasero finché il sovrano Aśoka non le aprì per ri-suddividerle e diffonderle in stūpa eretti in tutto l'impero Maurya.

## La vita del Buddha nell'Occidente medievale

### Barlaam e Josaphat
La storia della vita del Buddha, nota come la Storia di Barlaam e Josaphat, in particolare la parte della profezia alla nascita fino alla fuga dal palazzo, giunse in Europa fin dal medioevo, attraverso una serie di traduzioni che inserirono numerosi elementi non buddisti e parabole edificanti.
La leggenda narra del principe indiano Josaphat, recluso dal padre negli agi del palazzo reale per impedire che la predizione della sua conversione al cristianesimo si avveri. Una sua breve fuga all'esterno gli permette la visione di un malato, un lebbroso e di un funerale. Sconvolto dalla sofferenza del mondo incontra Barlaam, un asceta che lo converte al cristianesimo e con cui, alla fine di molte traversie e della fuga definitiva dal padre, trascorrerà molti anni di ascesi nel deserto fino alla morte.

La filogenesi, non lineare, delle traduzioni comincia con quelle in persiano, arabo e georgiano nell'VIII secolo, poi in greco e latino XI secolo (attribuita a Giovanni Damasceno). Quindi fu la volta della traduzione ebraica di Abraham ibn Chisnai, ebreo di Barcellona (? - 1240). Da questa nacque una lunga tradizione di versioni spagnole che furono molto diffuse nel XIII secolo. Ma la diffusione in tutta Europa è ben evidente dalla traduzione in islandese già nel 1204.

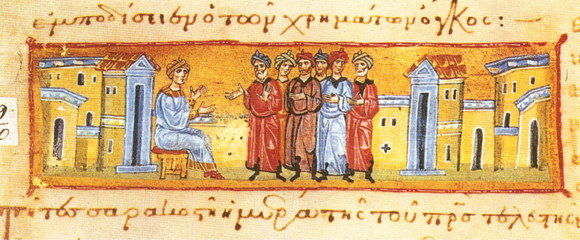
Miniatura bizantina del XIII secolo rappresentante San Josaphat

Barlaam e Josaphat vengono inseriti tra i santi cristiani almeno dal XIV secolo: la più antica citazione si trova nel Catalogus Sanctorum di Petrus de Natalibus, vescovo di Jesolo tra il 1370 e il 1400. La canonizzazione fu ratificata nel Martyriologium di Papa Sisto V (1585-1590) che assegna loro il giorno del 27 novembre.
In Europa il primo studioso ad accorgersi dell'origine buddista della storia fu Édouard René de Laboulaye nell'articolo "Les Avâdanas" sul Journal des Debats del 26 luglio 1859.
In precedenza, nel 1612, il viaggiatore portoghese Diogo do Couto, dopo aver raccolto informazioni nello Sri Lanka, si era convinto, al contrario, dell'origine cristiana del buddismo, proprio a causa della similitudine della vita del Buddha con quella di San Iosaphat. In seguito l'ebraista Steinschneider aveva intuito, senza poterlo provare, l'esistenza di un collegamento inverso.
Il nome Josaphat viene da Joasaf, Yodasaph è a sua volta corruzione (da un errore greco: ΥΩΑΑΣΑΦ per ΥΩΔΑΣΑΦ) dell'arabo Yūdasatf, a sua volta da Bodisat, con una storpiatura della lettera iniziale "B" (بـ) con la "Y" (يـ) a causa della somiglianza delle lettere arabe. Bodisat viene dal sanscrito bodhisattva, termine con cui nella letteratura buddista ci si riferisce al Buddha storico prima della sua illuminazione.
Barlaam è invece una storpiatura da bhagavān, "Signore", termine con cui nella letteratura buddista ci si riferisce al Buddha. Quindi il personaggio letterario del Buddha si sdoppia letteralmente in due pur mantenendo l'impianto della storia.

### Sagamoni Borcan

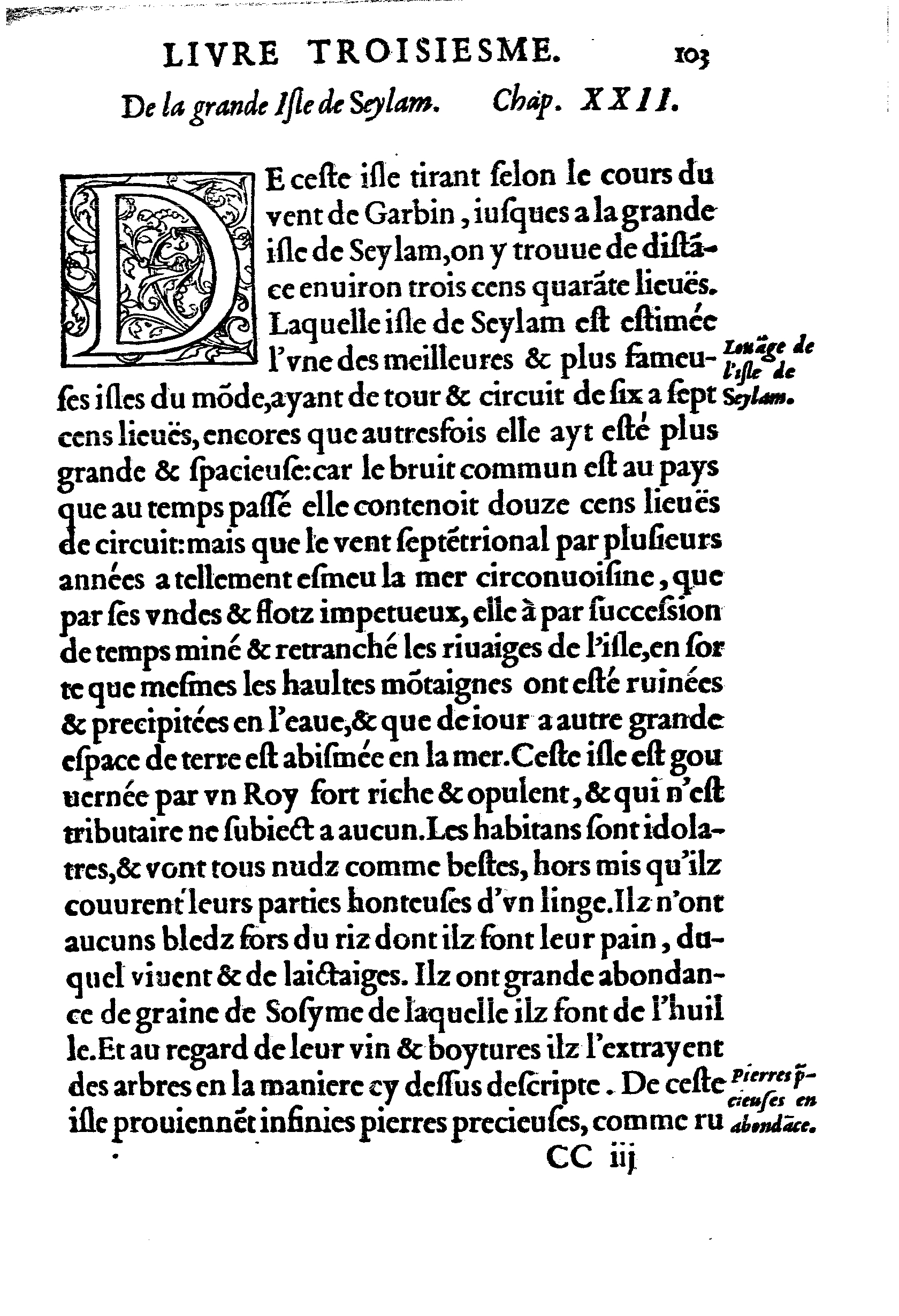
Il Milione. Descrizione di Seylam. Edizione francese del XIV secolo

L'unica altra fonte sulla vita del Buddha per gli europei nel Medioevo fu fornita da Marco Polo. Nel capitolo CLXXIX de Il Milione, dedicato all'isola di Seilan, l'odierno Sri Lanka, in cui Polo fece sosta nel suo viaggio marittimo di ritorno dalla Cina, il viaggiatore veneziano descrive nei dettagli la vita di Sagamoni Borcan. Il nome viene dalla storpiatura di "Śākyamuni bhagavan", ovvero il Buddha. In questo caso la vicenda narrata è molto vicina all'originale storia tradizionale buddista, mentre nel finale è il padre che, dopo la morte di Sagamoni Borcan, ne promosse il culto innalzandogli statue d'oro e diffondendo la voce che:
morì ottantaquattro volte e tutte le volte reincarnandosi in un animale: la prima volta in un bue, poi in un cavallo poi in un cane; all'ottantaquattresima volta dicono che morì e divenne dio. Per gli idolatri è lui il più gran dio che abbiano, il primo, dal quale discesero poi gli altri.
Marco Polo, evidentemente colpito dalla storia, commentò:
[...] visse là tutta la sua vita austeramente e castamente facendo molta astinenza. E certo se fosse stato cristiano sarebbe stato un grande santo in compagnia di Nostro Signore Gesù Cristo.

## Gautama Buddha nell'induismo
Gautama Buddha, ovvero il fondatore del buddismo, antica religione che si pone in alternativa alla cultura religiosa hindū, viene da questa inteso come avatāra di Viṣṇu, questo considerato Dio, la Persona suprema, il Bhagavat. Tale lettura corre lungo tre interpretazioni teologiche: da una parte i testi più antichi indicano il Buddha avatāra di Viṣṇu manifestatosi per ingannare e quindi condurre a rinascite sfavorevoli i suoi seguaci, qui intesi come traditori dei Veda; una seconda interpretazione, presente in testi più recenti, tale avatāra è inteso in modo positivo ovvero per insegnare la non-violenza (ahiṃsā, astenersi dall'uccidere), soprattutto nei confronti degli animali, e la gentilezza d'animo; in una terza interpretazione, che integra la seconda, Viṣṇu si manifesta come Buddha per essere adorato dai negatori del suo essere Dio, il Bhagavat, ovvero da coloro che negano la supremazia alla divinità.

## La vita di Gautama Buddha secondo la storiografia contemporanea

Thomas William Rhys Davids (1843-1922) studioso della figura di Gautama Buddha e fondatore, nel 1881, della Pali Text Society.

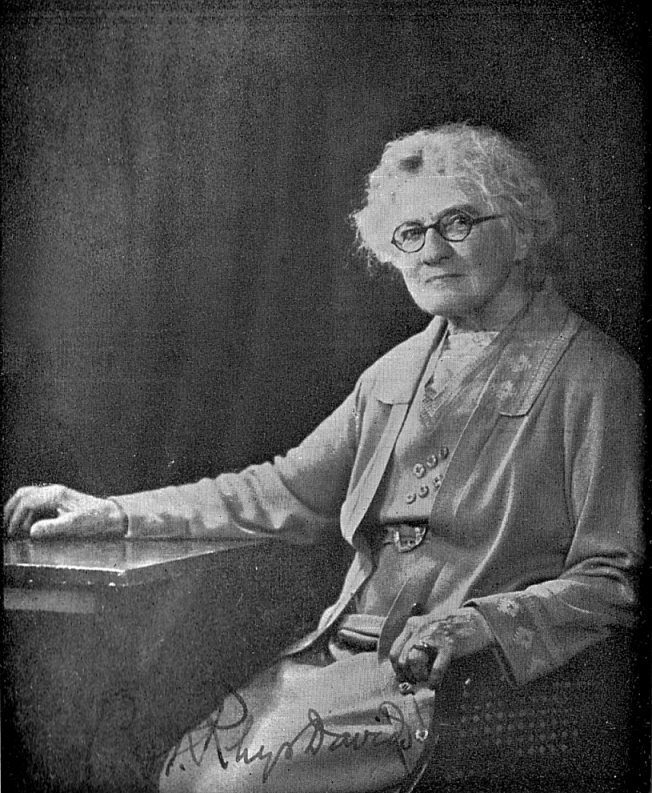
Caroline Augusta Foley Rhys Davids (1857-1942), una delle prime studiose occidentali della figura di Gautama Buddha.

L'indagine storico-critica della figura di Gautama Buddha si avviò a partire dalla fine del XIX secolo. Studiosi come Thomas William Rhys Davids (1843-1922), Caroline Augusta Foley Rhys Davids (1857-1942) e Hermann Oldenberg (1854-1920) analizzando il Canone buddista scritto in lingua pāli cercarono di eliminarne gli evidenti contenuti mitici per tentare una ricostruzione storica della figura del fondatore del Buddismo. Tale approccio è tuttavia oggi ritenuto superato e se anche la maggioranza degli studiosi ritiene l'esistenza storica di Gautama Buddha un fatto acclarato considera estremamente difficile ricostruirne la vita e, persino, stabilire con certezza il periodo dell'esistenza.
Scarse sono infatti le testimonianze storiche circa la vita del fondatore del Buddismo e controverse sono le stesse date. Risulta pertanto arduo separare leggenda e realtà e collocare storicamente le vicende della vita del Buddha, poiché i riscontri a noi pervenuti non sono sempre attendibili. Gran parte delle fonti sono infatti posteriori di almeno duecento anni rispetto agli eventi della vita di Siddhartha Gautama. In più, le cronache storiche indiane non sono rigorose nel separare eventi reali dal mito e dalla leggenda.
Tutte le fonti tradizionali concordano tuttavia sul fatto che Siddhārtha Gautama sia vissuto per ottanta anni.
- Secondo le cronache singalesi riportate nel Dīvapaṃsa e nel Mahāvaṃsa Siddhartha Gautama sarebbe nato 298 anni prima dell'incoronazione del re indiano Aśoka e morto (parinirvāṇa) 218 anni prima dello stesso evento. Queste cronache indicano come il 326 a.C. l'anno della salita al trono da parte di questo re indiano. In base a questa tradizione, diffusa nei paesi buddisti theravāda (Sri Lanka, Thailandia, Birmania, Cambogia e Laos), Siddhārtha Gautama sarebbe nato nel 624 a.C. e morto nel 544 a.C.[87]
- Gli studiosi occidentali e indiani, seguendo fonti greche, spostano la data dell'incoronazione di Aśoka al 268 a.C. e quindi ritengono che Siddhārtha Gautama sia nato nel 566 a.C. e morto nel 486 a.C.
- Studiosi giapponesi e lo studioso tedesco Heinz Bechert[88] seguendo fonti indiane riportate nei canoni buddisti cinese e tibetano che attestano la nascita di Siddhārtha Gautama 180 anni prima della incoronazione di Aśoka e la sua morte 100 anni prima, le incrociano con le fonti greche e giungono invece a ritenere che l'anno di nascita del fondatore del Buddismo sia il 448 a.C. mentre la morte sia avvenuta nel 368 a.C.

Altro non si può sostenere e, come ricorda Étienne Lamotte, il tentativo di ricostruire o tracciare la vita di Gautama Buddha è «una impresa priva di speranza».
L'unica cosa che si può affermare con contezza è quindi che il Buddha visse in India in un periodo compreso tra il VI e il IV secolo a.C. comunque proprio in quel particolare periodo a cui Karl Jaspers ha dato il nome di "periodo assiale" della storia mondiale.
(Karl Jaspers, in Vom Ursprung und Ziel des Geschichte. Artemis, Zurigo 1949; Piper, München 1949 (1983); trad. it., Origine e senso della storia, a cura di A. Guadagnin, Comunità, Milano, 1965, pag.20.)
In altri termini, nel periodo assiale, sembra che l'umanità abbia fatto un incredibile salto nell'approfondimento della conoscenza di sé e si sia operata una trasformazione globale dell'essere umano a cui, sempre secondo Jaspers, «si può dare il nome di spiritualizzazione».
Premesso ciò, della vita di Gautama Buddha possiamo ricostruire solo un quadro piuttosto generico: fu un rinunciante e asceta, unitamente ad altri rinuncianti indiani ebbe una visione "critica" del mondo e delle sue "illusioni" e praticò e predicò delle tecniche meditative (yoga). Predicò anche una vita comunitaria tra rinuncianti disciplinata da alcune precise regole e raccolse intorno a sé altri monaci, ma anche laici, che ne seguivano gli insegnamenti. Fu senza dubbio una personalità carismatica.
A questo quadro, gli storici Frank E. Reynolds e Charles Hallisey aggiungono alcune altre informazioni che, nella loro peculiarità e specificità, ritengono difficilmente "inventate" dalla successiva tradizione; per questi autori è molto probabile che Gautama Buddha:
- appartenesse alla casta degli kṣatriya;
- nacque nel clan degli Śākya;
- fosse sposato ed ebbe un figlio;
- abbracciò la vita di asceta itinerante senza il permesso del padre;
- andò incontro ad un fallimento quando per la prima volta comunicò la sua esperienza dell'illuminazione;
- rischiò di perdere la guida della comunità da lui fondata a causa di un suo cugino che propose delle regole maggiormente ascetiche;
- morì in un luogo remoto dopo aver mangiato del cibo avariato.

## Iconografia

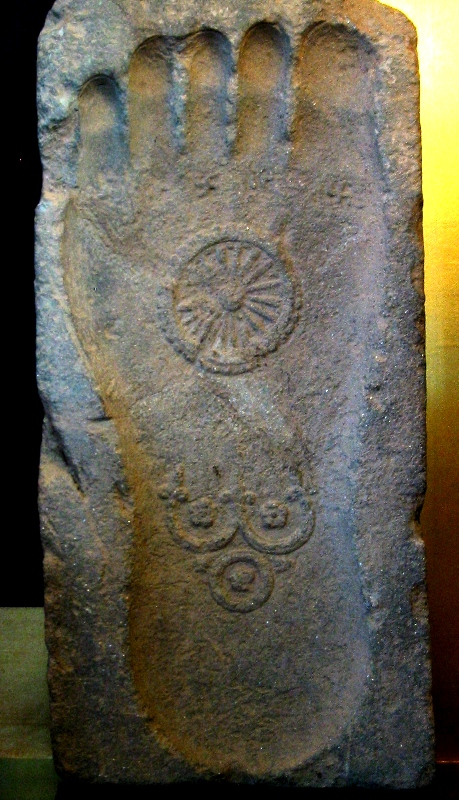
Triratna e dharmachakra in una impronta del piede del Buddha. I secolo. Gandhāra.

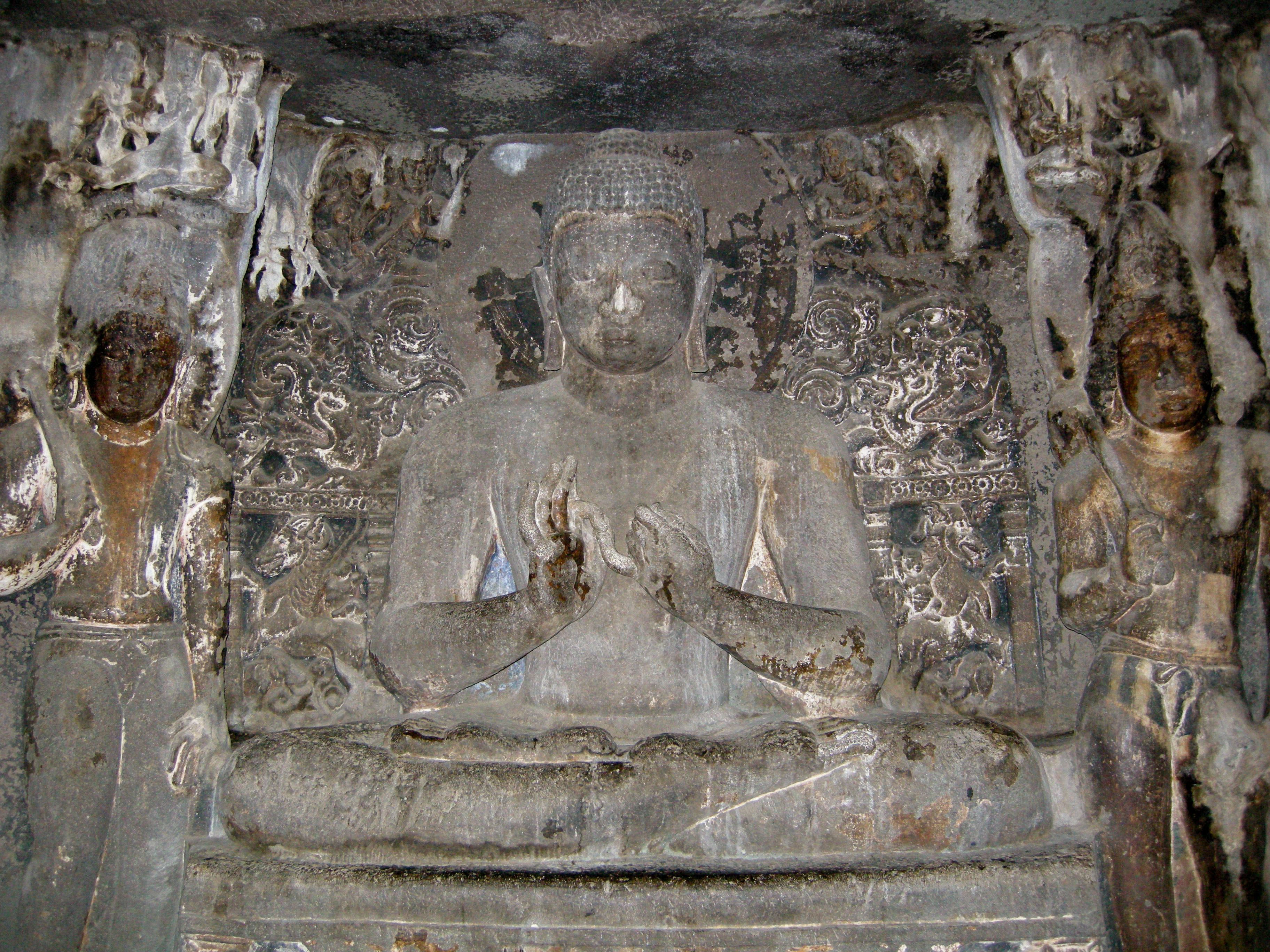
Interno delle grotte di Ājanta

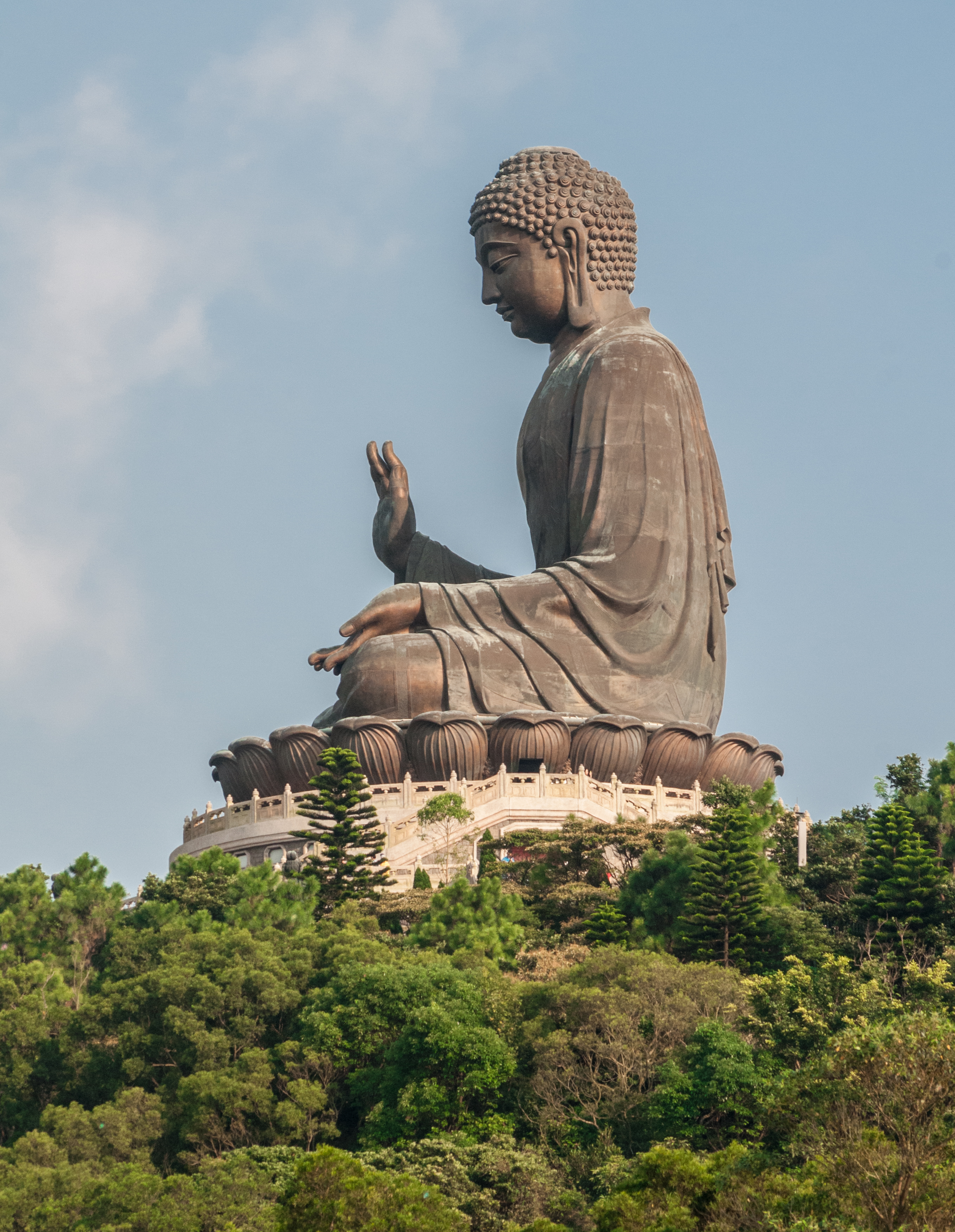
Statua del Buddha Shakyamuni situata nel monastero di Baolian, (isola di Lantau, Cina). Inaugurata il 29 dicembre 1993, alta oltre 26 metri, è una delle più grandi al mondo. La sua mano destra è sollevata nell'abhyamudrā, il "gesto di incoraggiamento" per invitare ad avvicinarsi; la mano sinistra è invece nel varadamudrā, il "gesto di esaudimento", ovvero la disponibilità ad esaudire i desideri dei fedeli

Sebbene il Buddismo non sia mai stato attraversato da correnti iconoclaste, per i primi secoli fu rigorosamente aniconico, rappresentando il Buddha Gautama solo attraverso simboli: l'impronta del piede, una delle punte del Triratna, la Ruota del Dharma, uno stūpa, un loto. Ciascun simbolo rappresenta un particolare della biografia di Gautama.
A partire dal I secolo, per ragioni ancora non chiarite, si sviluppò, sia in bassorilievi che in statuaria a tutto tondo, la rappresentazione iconica del corpo del Buddha storico, basata per lo più sui trentadue segni maggiori di un Buddha così come erano andati codificandosi nella letteratura religiosa. Il clima dell'India non ha permesso la sopravvivenza di pitture buddiste, con la notevole eccezione del ciclo pittorico di Ājanta.
Con la diffusione del Buddismo nell'Asia centrale, nell'Estremo Oriente e nel Sudest asiatico l'iconografia del Buddha si evolse in accordo con lo sviluppo dell'arte locale, mantenendo forti connotati conservatori e di riconoscibilità. La gestualità delle rappresentazioni, sia nei mudrā sia nella postura del corpo, mantiene il significato della rappresentazione legato a specifici momenti della vita e della azione del Buddha: la nascita, l'illuminazione, il primo sermone, il parinirvana, rendendole un linguaggio perfettamente riconoscibile in ambito buddista, al di là delle specifiche tradizioni sorte nel corso del suo sviluppo storico e dottrinario.

## Nella cultura di massa
Sono 2 i film ispirati a Buddha: Piccolo Buddha, 1993, di Bernardo Bertolucci e Tathagatha Buddha: The Life & Times of Gautama Buddha (Hindi: बुद्ध), 2007 di Allani Sridhar.
Nel manga di Record of Ragnarok, Buddha è un dio che combatte al torneo del Ragnarok con gli umani.